# Косівський район
Ко́сівський райо́н (Косівщина) — район України у південно-східній частині Івано-Франківської області. Утворений 17 липня 2020 року. Межі нового Косівського району майже збігаються із межами старого району, за виключенням того що Трацька сільська рада із Косівського була передана у Матеївецьку сільську громаду Коломийського району. Районний центр — місто Косів. Населення становить 88 465 осіб (на 1 серпня 2013), що становить 6,5 % від кількості жителів області. Площа району 986 км². Є найменшим за площею районом України.
Цей край знаний як центр туризму та народних промислів на Прикарпатті.

## Географія

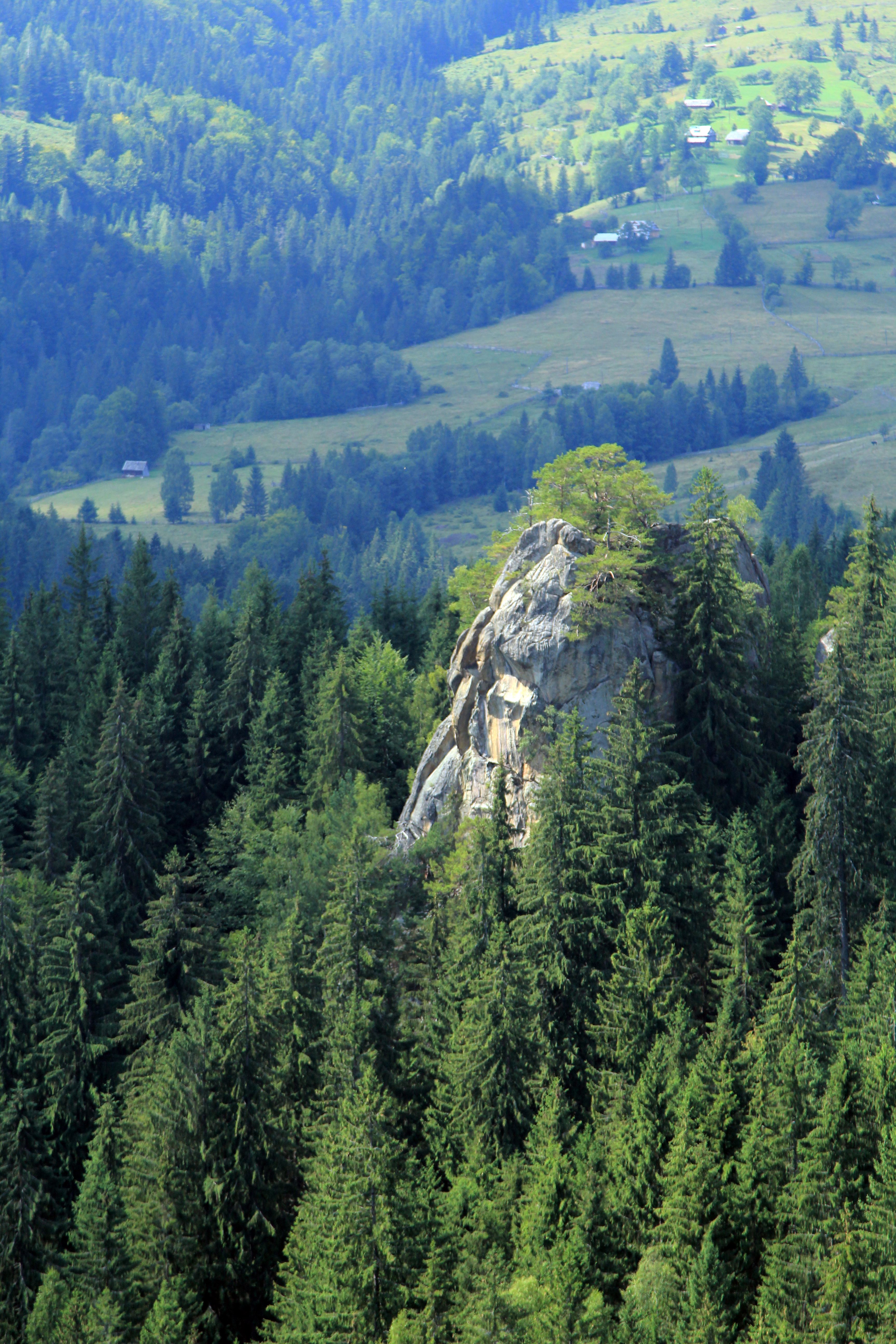
Терношори

Район розташований у передгір'ї та низькогір'ї Покутсько-Буковинських Карпат. Площа району — 903 км².
Клімат помірно континентальний, середня тривалість без морозного періоду — 160—170 днів, середня кількість опадів — 760—1110 мм. Гірські вершини в рівнинній частині сягають 300—450 м над рівнем моря, а в гірській — від 700 до 1000 м. Впоперек хребтів течуть найдовші річки району: Черемош — 80 км, Пістинька — 56 км, Рибниця — 54 км, Лючка — 24 км.

### Природно-заповідний фонд

#### Національні природні парки
Гуцульщина (загальнодержавного значення).

#### Регіональні ландшафтні парки
Гуцульщина.

#### Гідрологічні заказники
Ріка Пістинька з прибережною смугою, Ріка Рибниця з прибережною смугою.

#### Ландшафтні заказники
Ґрегіт, Кам'янистий хребет.

#### Лісові заказники
Каменець, Терношори.

#### Ботанічні пам'ятки природи
Горіх чорний, Еталон букового насадження, Камінець, Кляуза, Модрини, Пізньоцвіт, Тюльпанове дерево, Цуханівське.

#### Геологічні пам'ятки природи
Косівська гора, Пістинські сланці.

#### Гідрологічні пам'ятки природи
Пістинська соляна криниця, Сірководневе джерело, Уторопські соленосні джерела.

#### Водоспади
- Косівський Гук
- Лужківський водоспад
- Лючі
- Рушірський водоспад
- Сикавка
- Сикавка верхня
- Таємничі водоспади

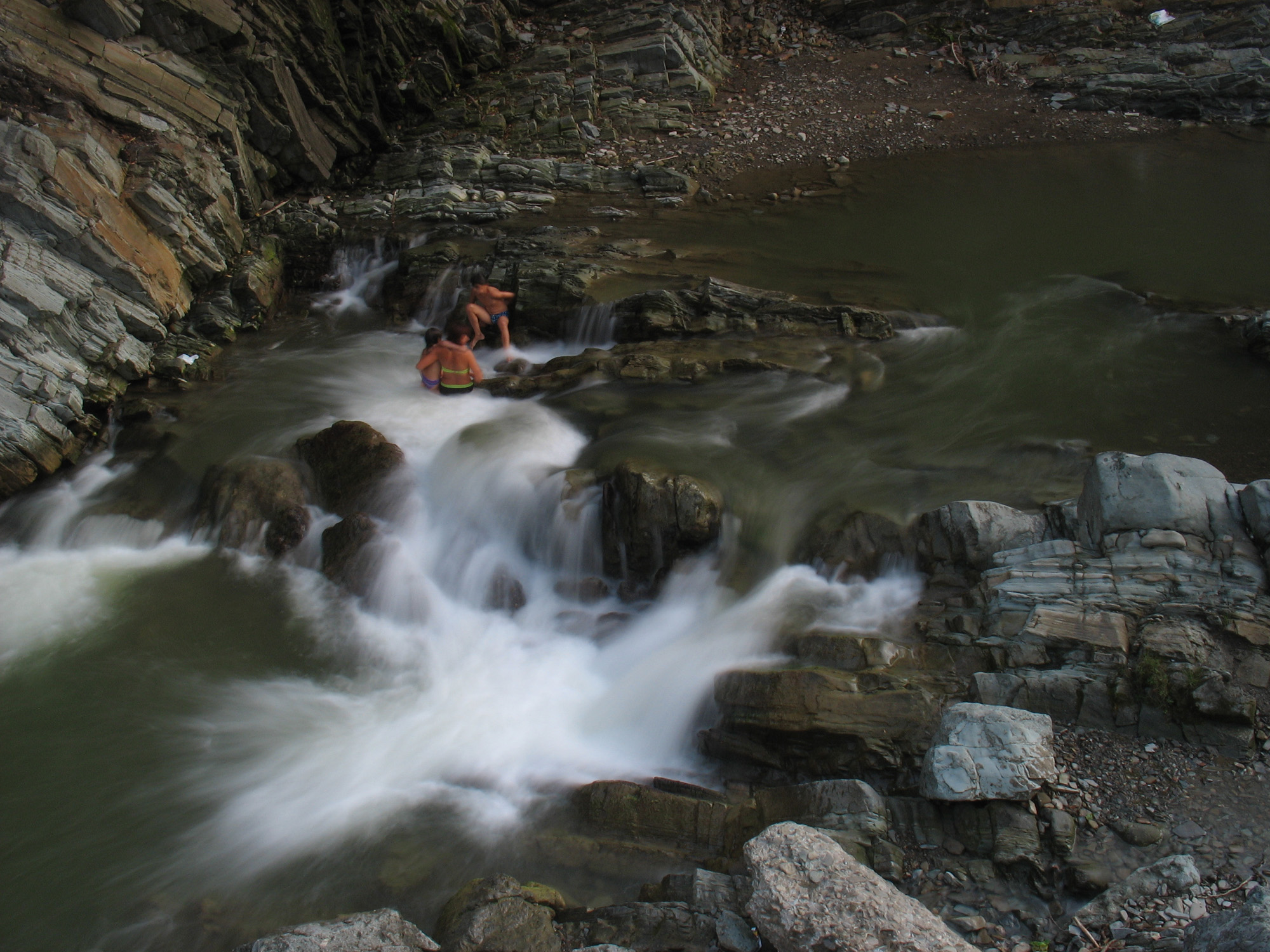
Косівський Гук

- Сріблясті водоспади: Великий Гук, Малий Гук
- Шепітський Гук
- Шепітський Гук Малий
- Шепітсько-Брустурський Гук
- Терношорський Гук
- Сокільські водоспади (Яворівська Ніагара)
- Яворівський Гук
- Бабині водоспади
- Волійці
- Волійці Нижній
- Соколівський
- Дзеркальний
- Манівлоги
- Великорожинський Гук
- Довбуш і Дзвінка (Заборонене кохання)
- Кубеївський Гук
- Іваниха
- Бабинець
- Бабинець Нижній

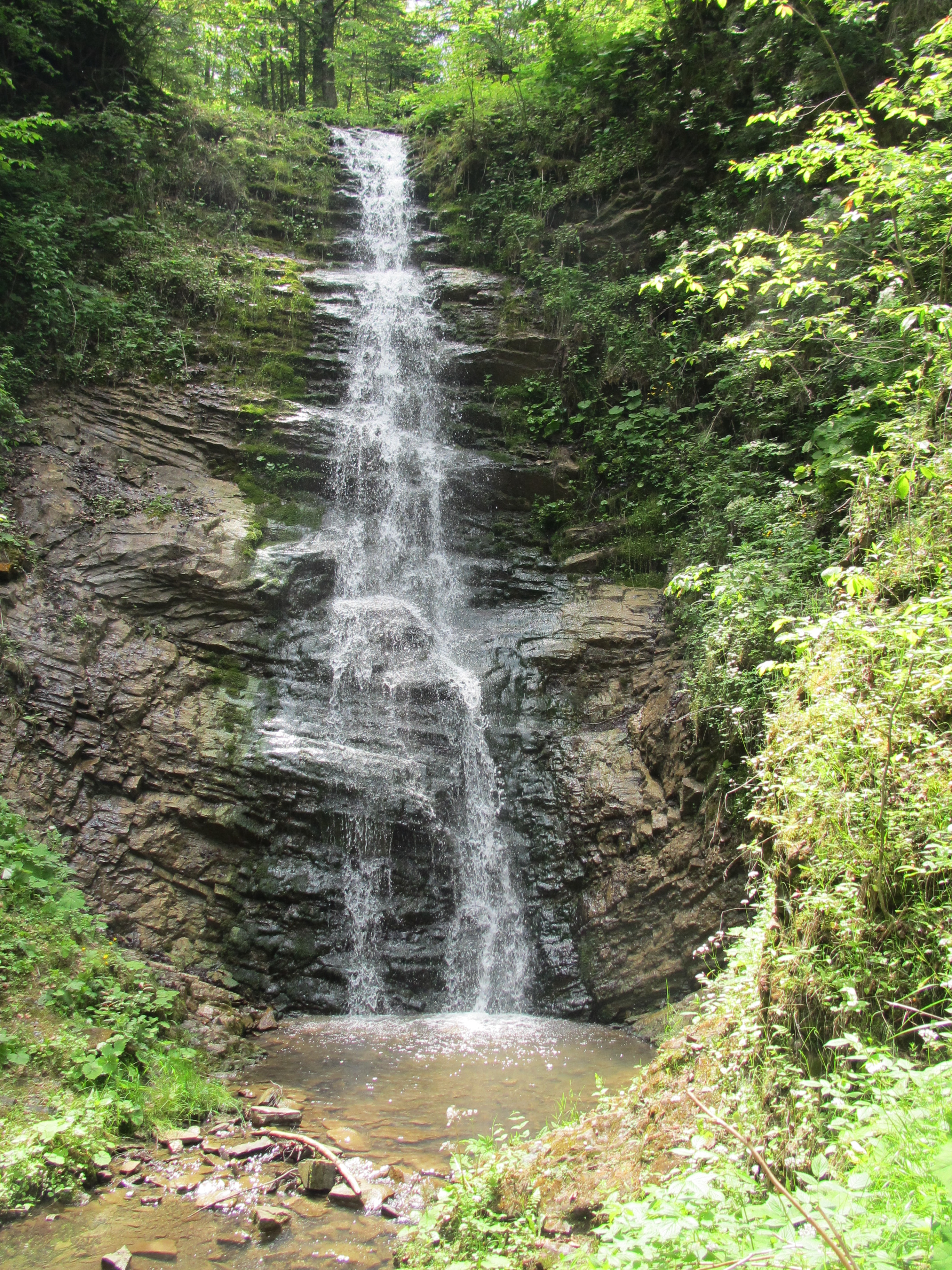
Лужківський водоспад
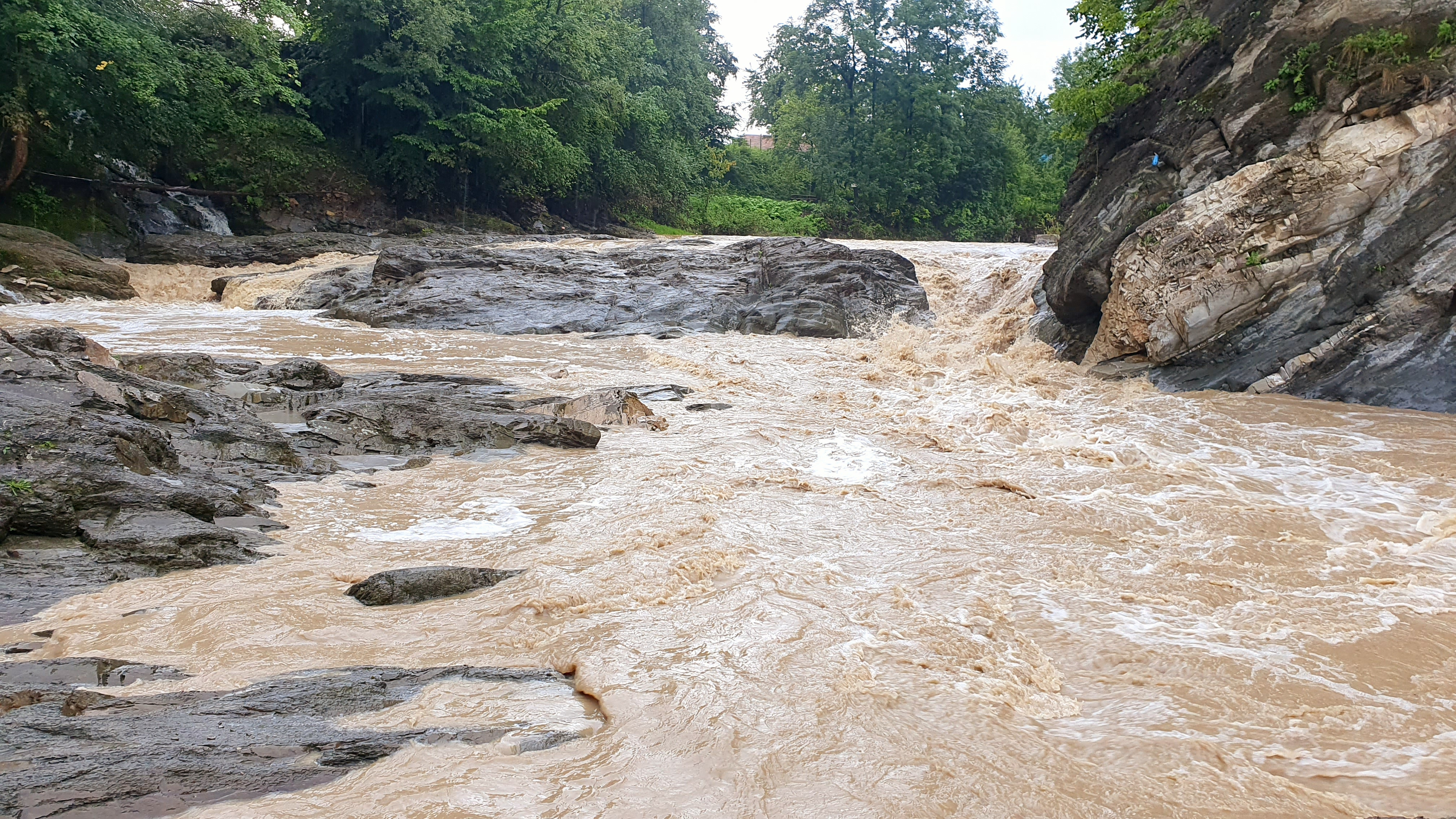
Малий Гук
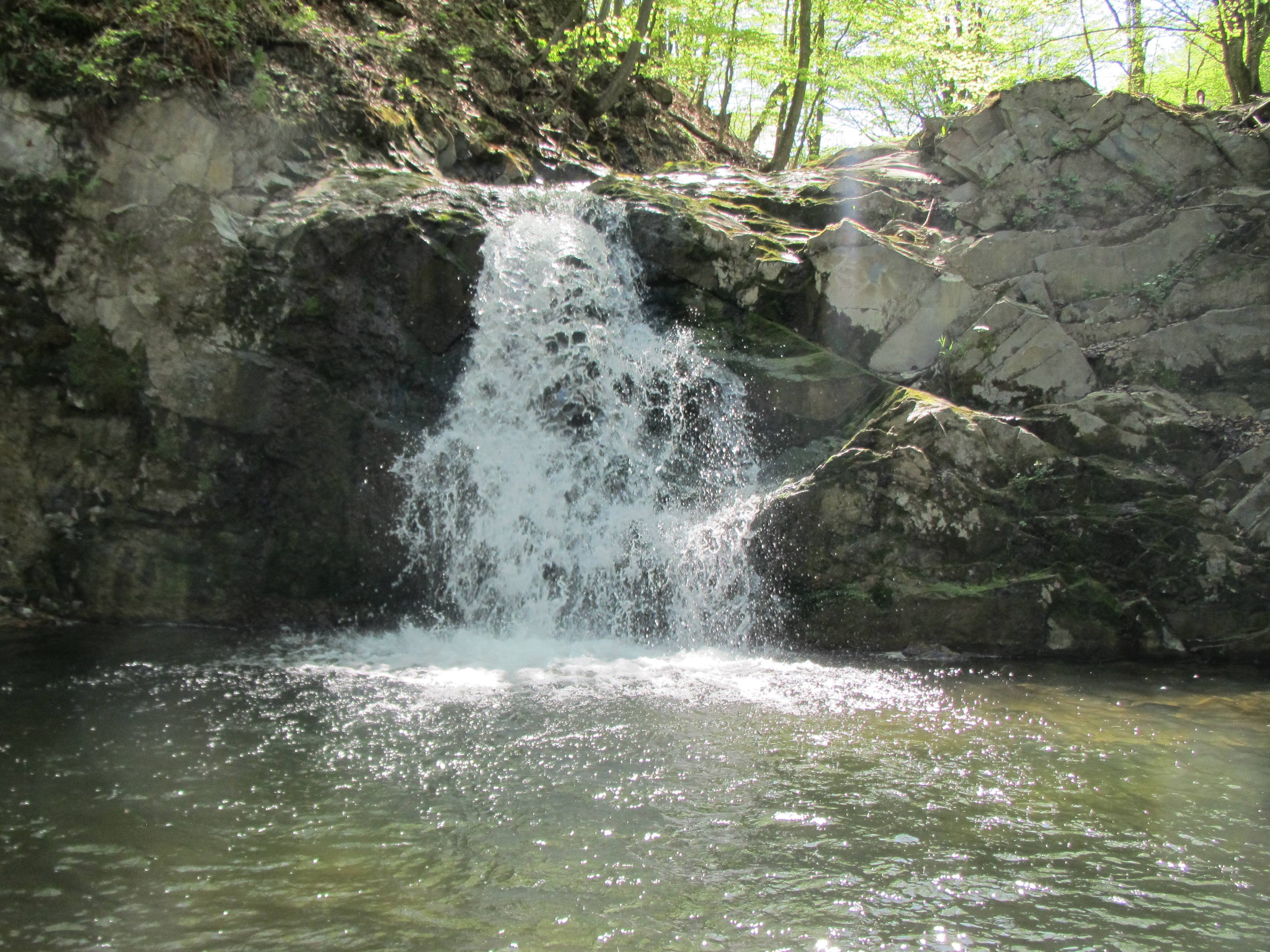
Рушірський водоспад
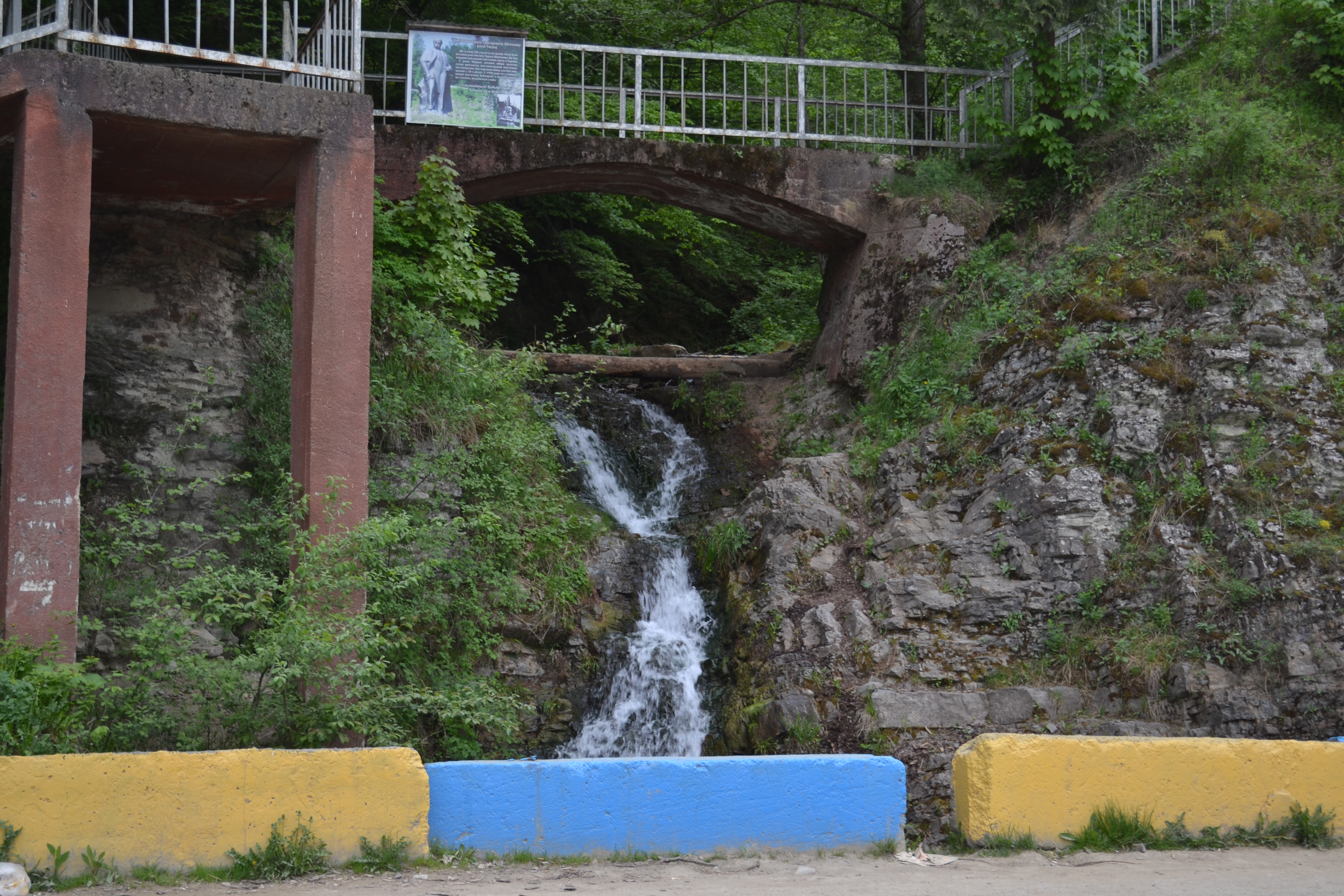
Сикавка
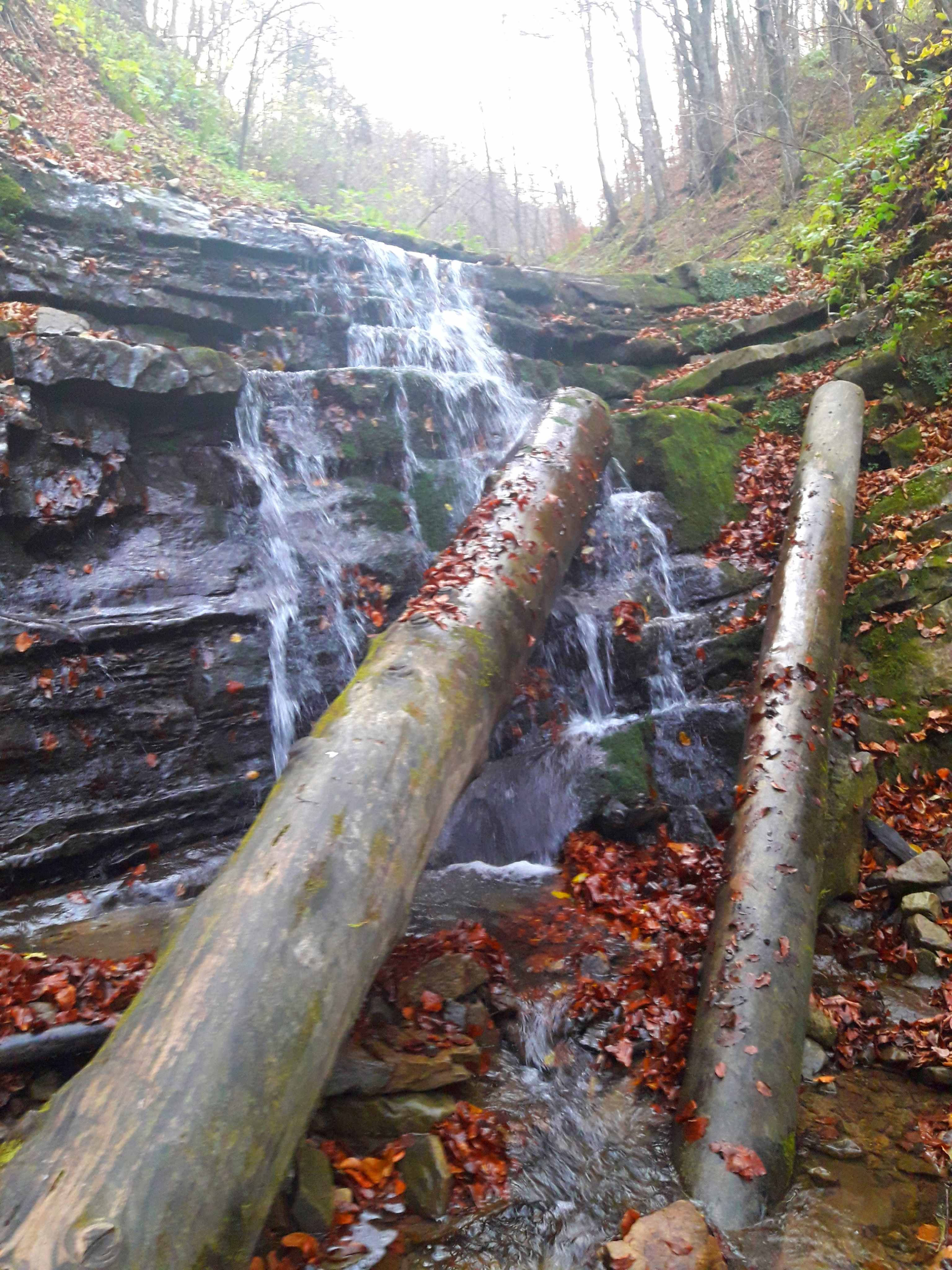
Сикавка верхня
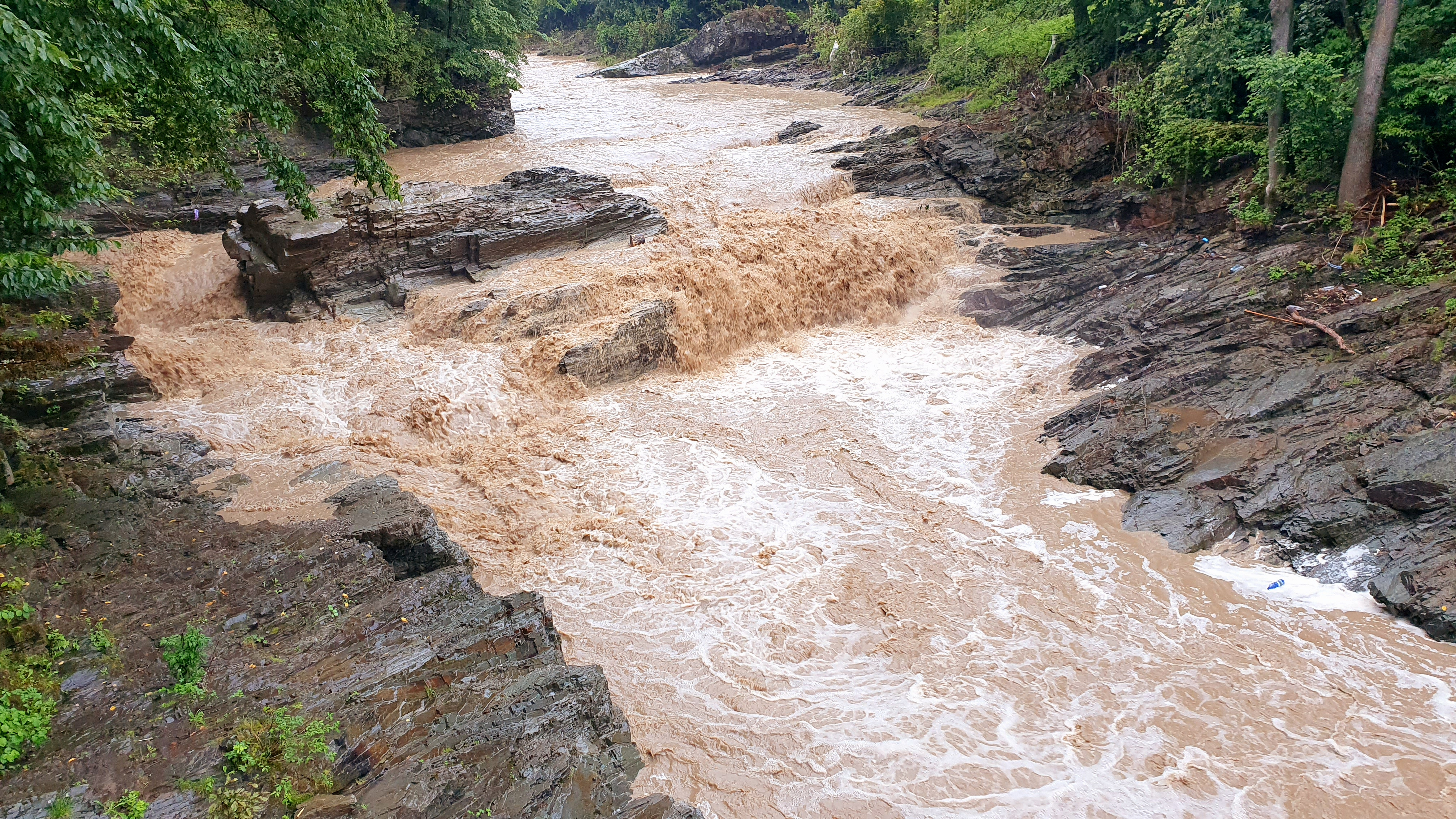
Великий Гук
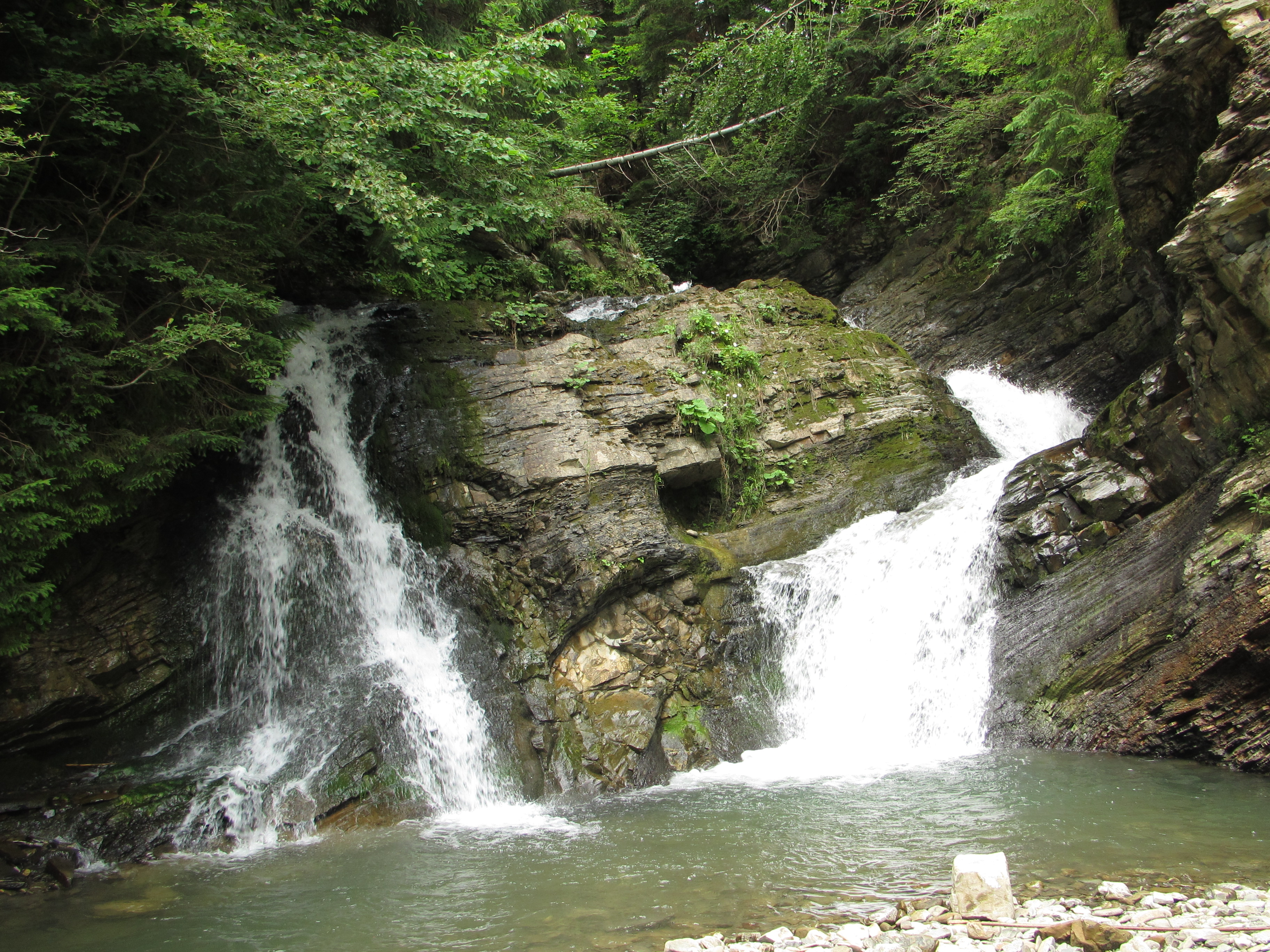
Шепітський Гук
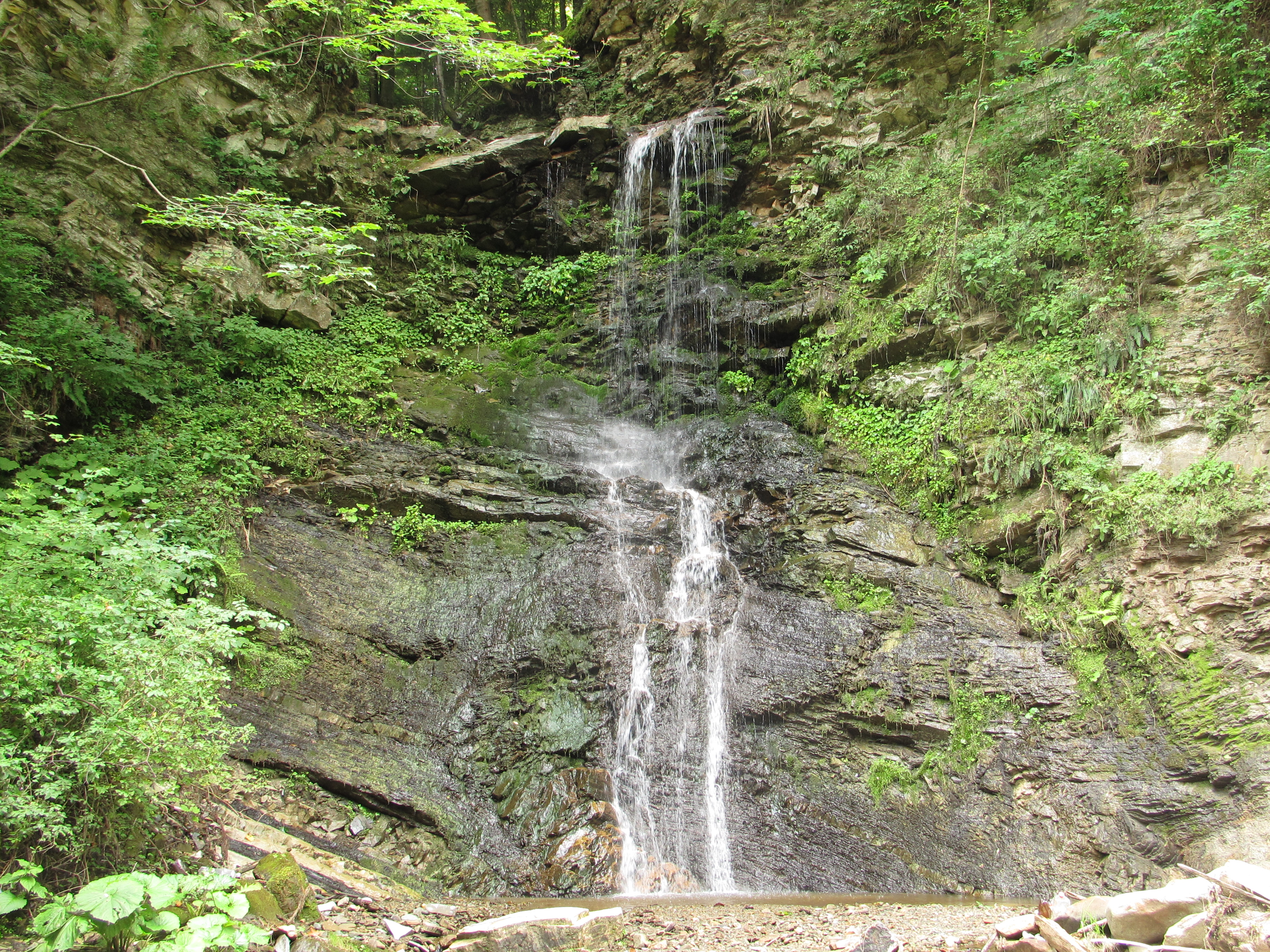
Шепітсько-Брустурський Гук
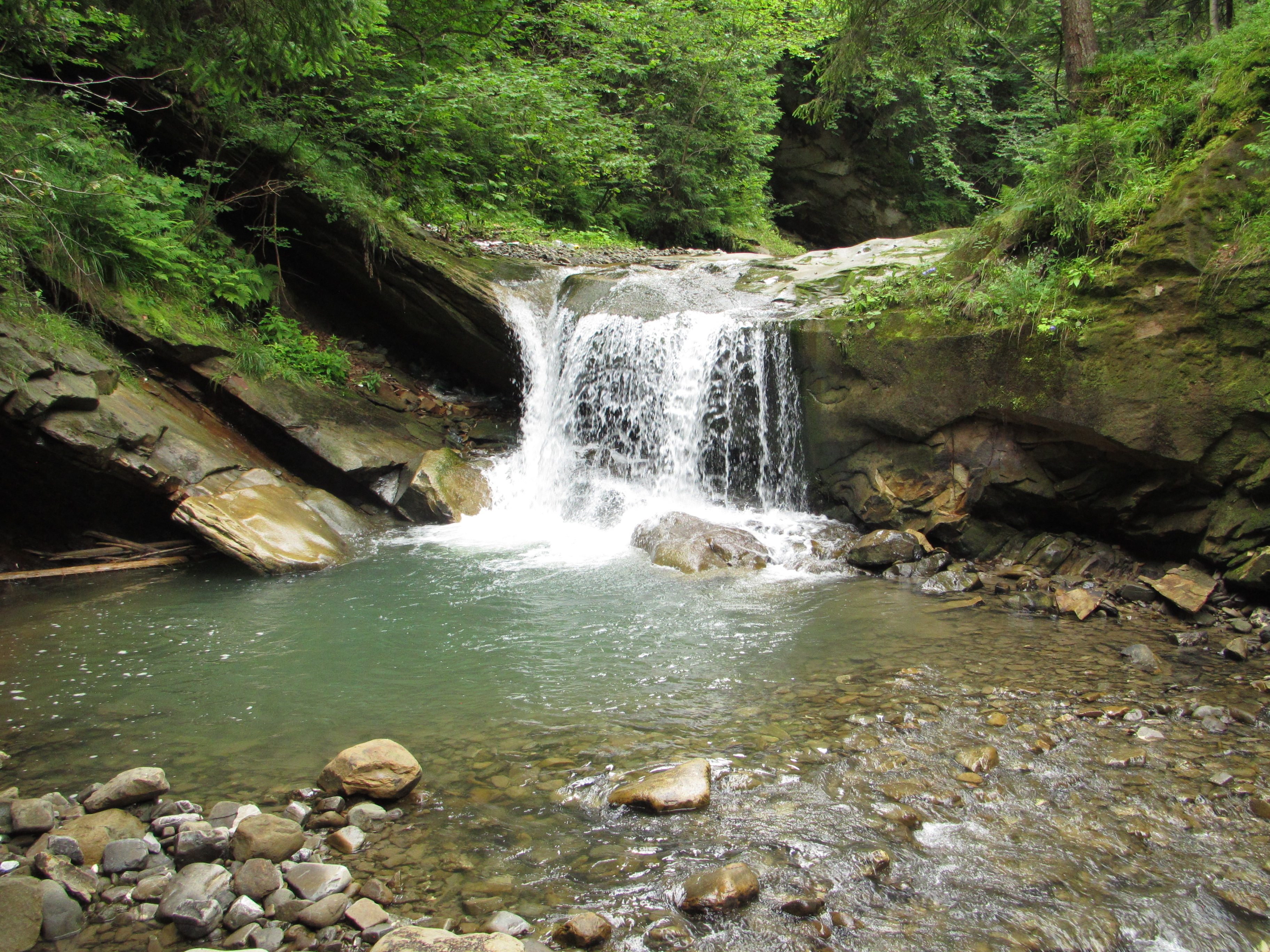
Шепітський Гук малий
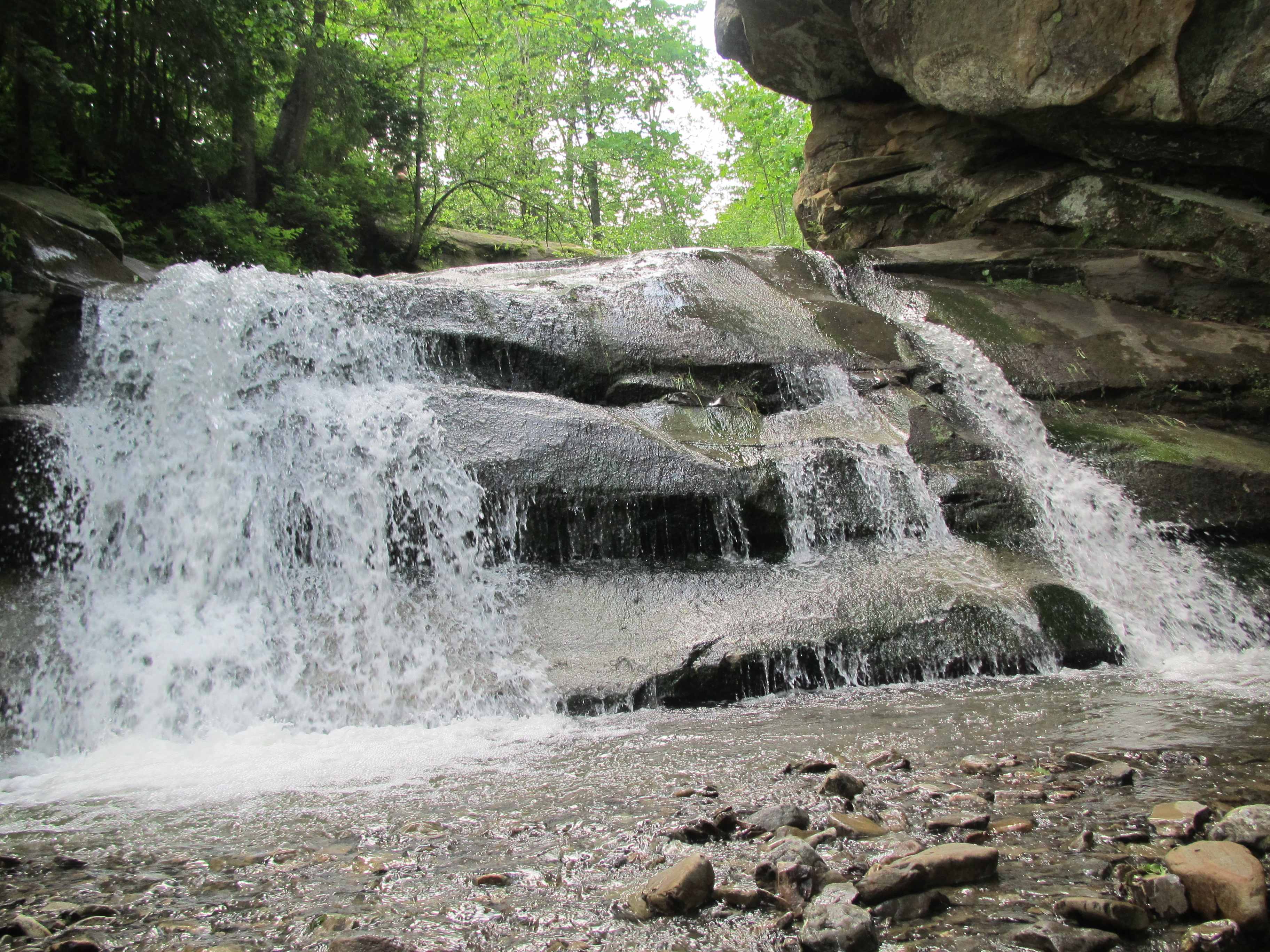
Терношорський Гук
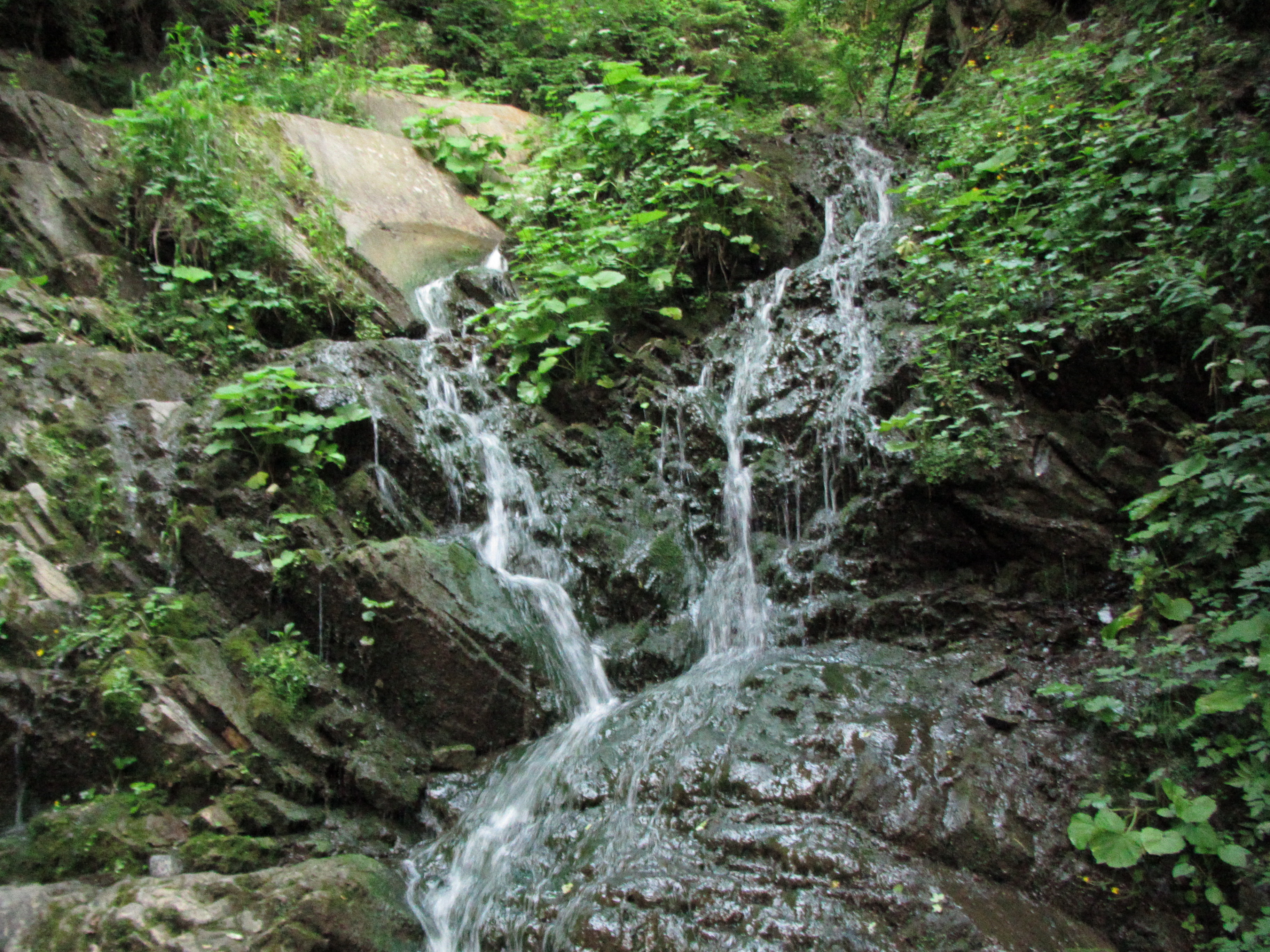
Сокільські водоспади
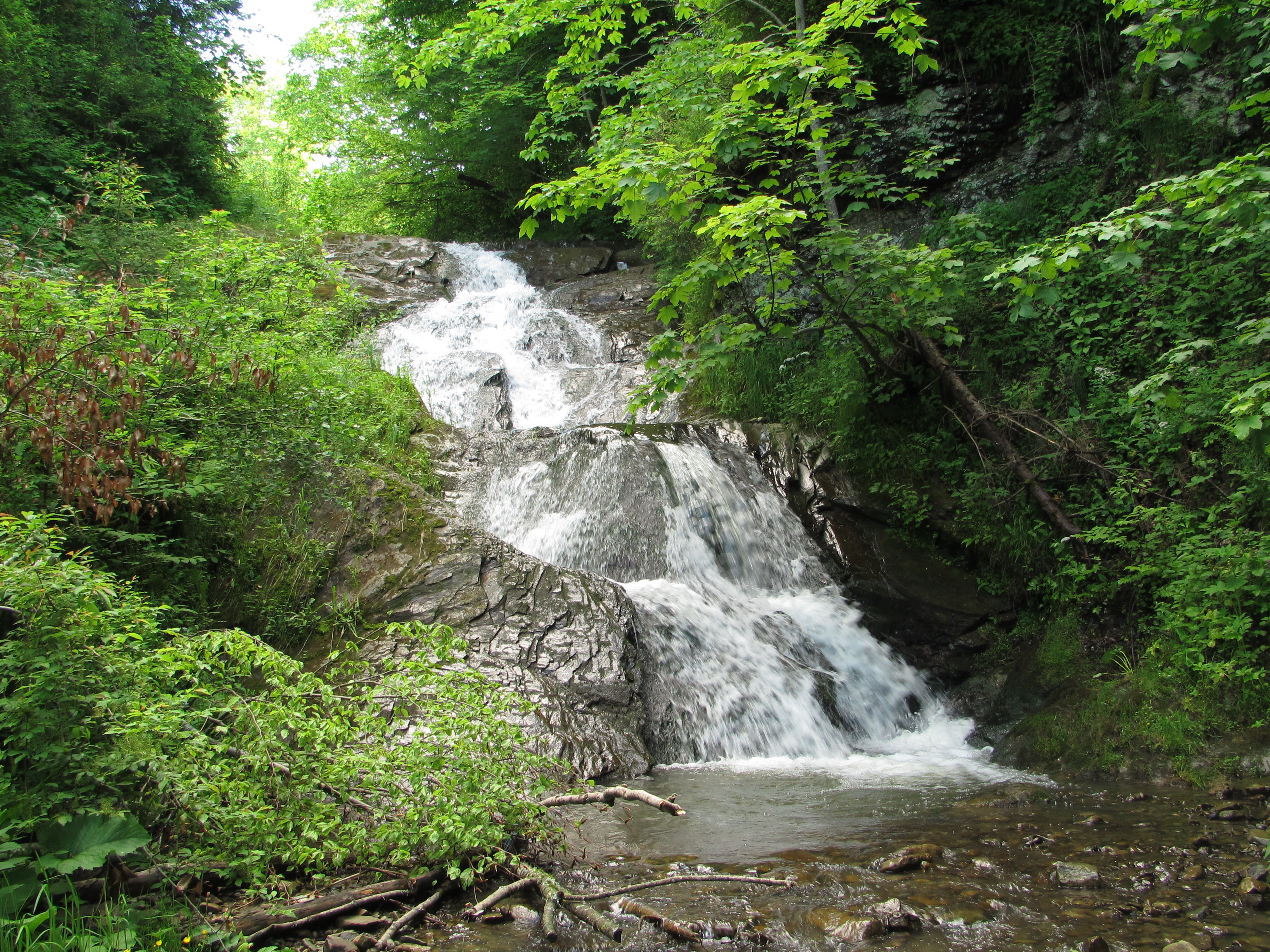
Яворівський Гук
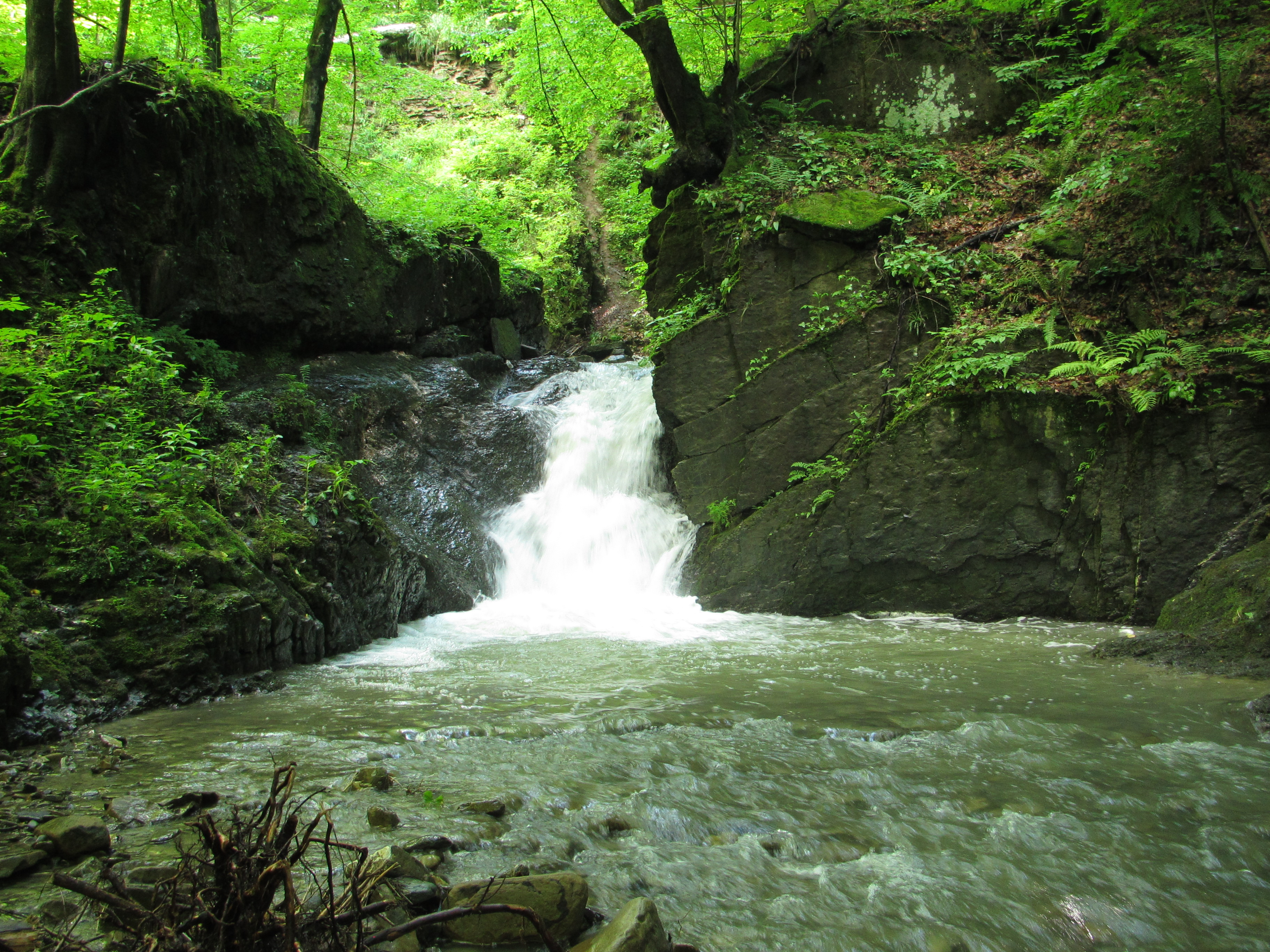
Бабині водоспади
Один з Таємничих водоспадів
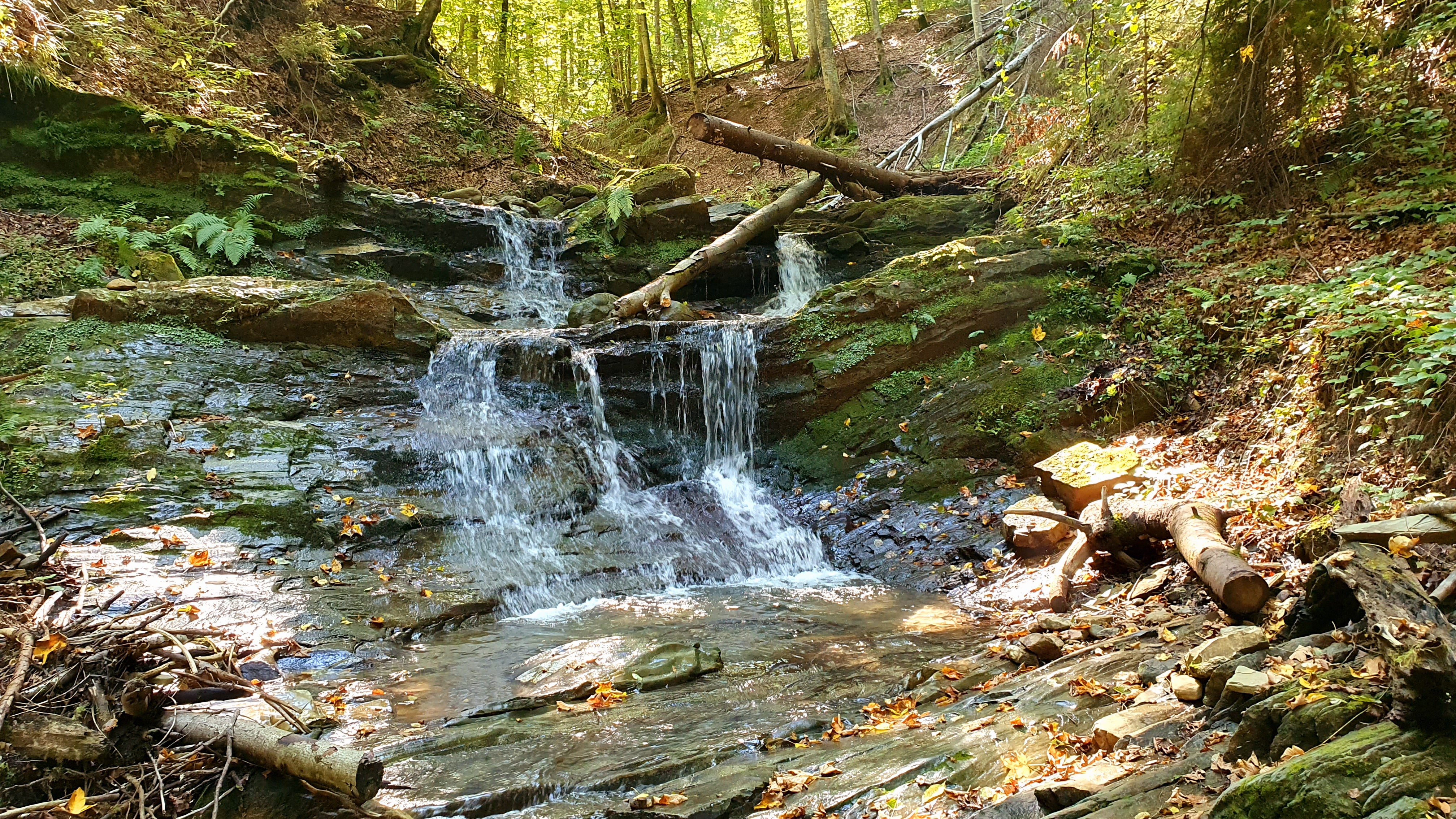
Волійці
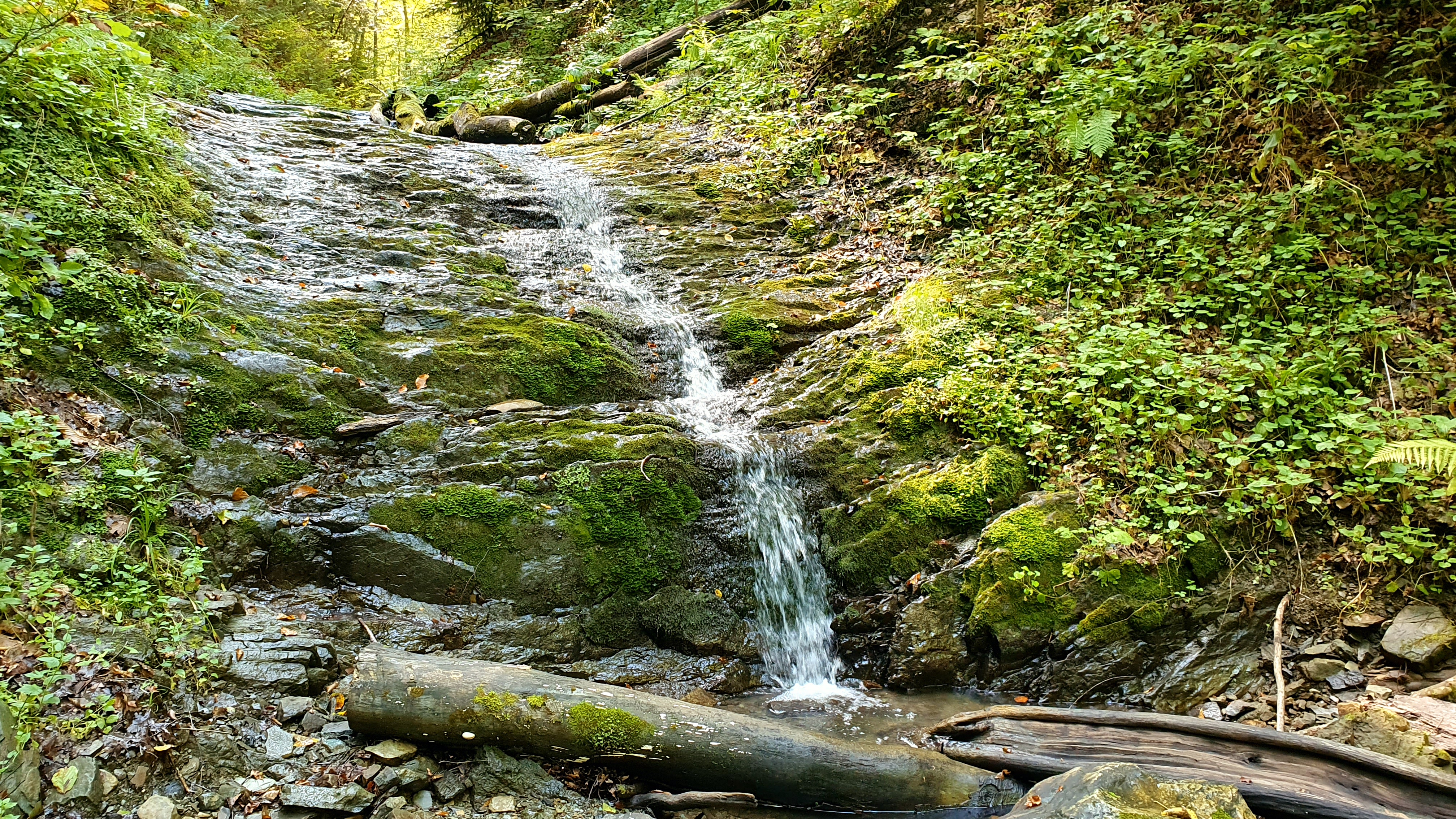
Волійці Нижній
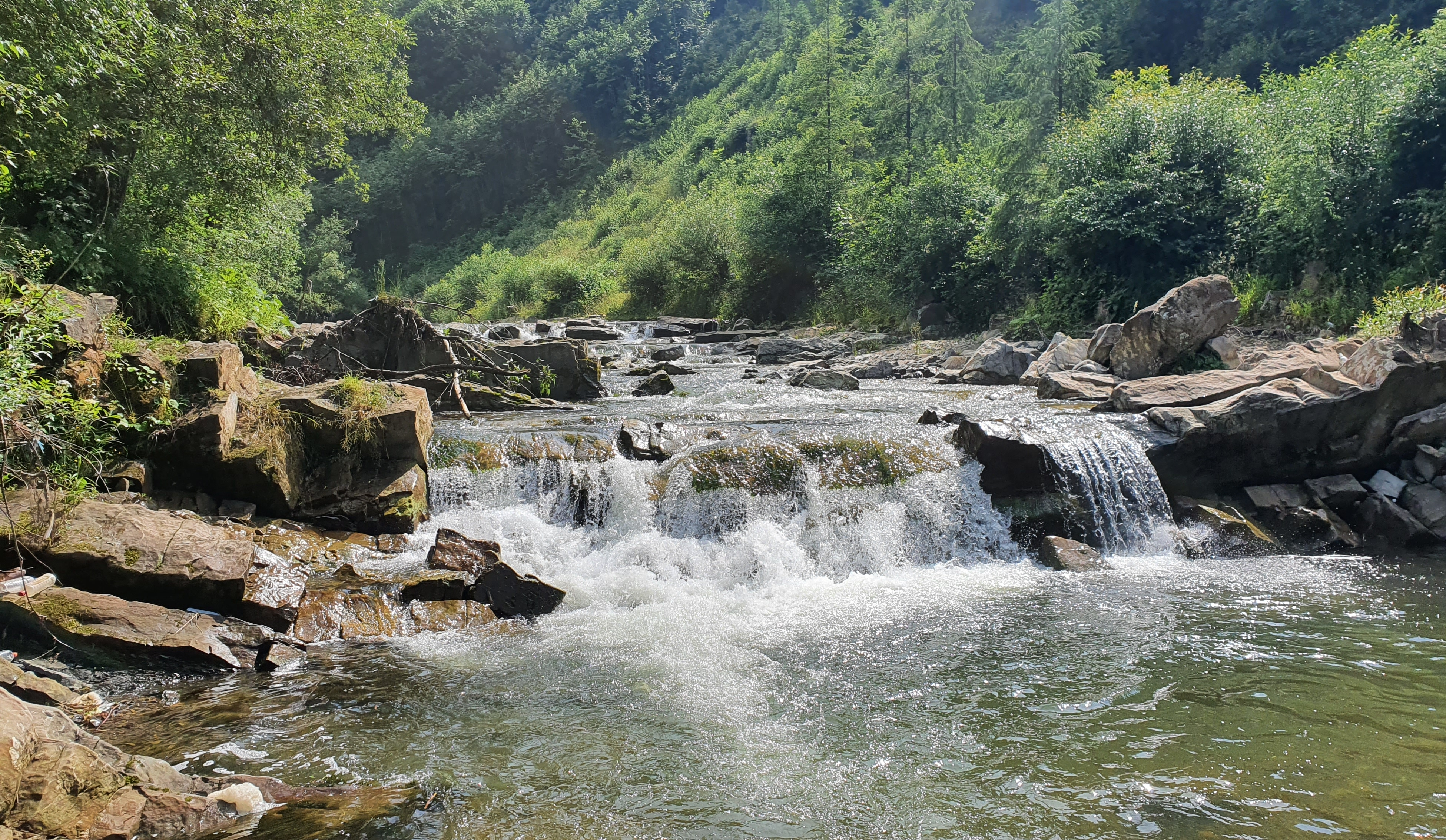
Соколівський
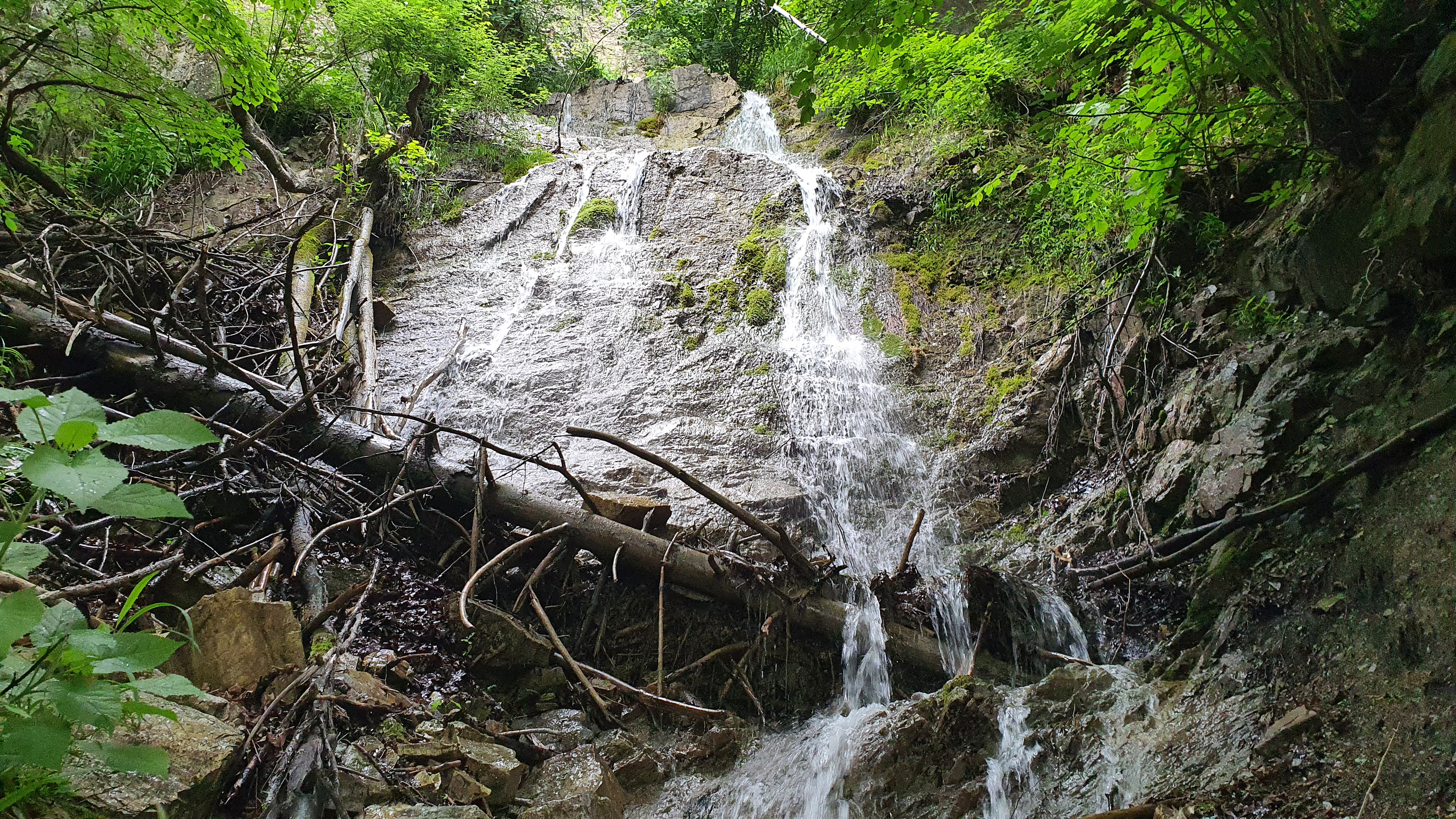
Дзеркальний
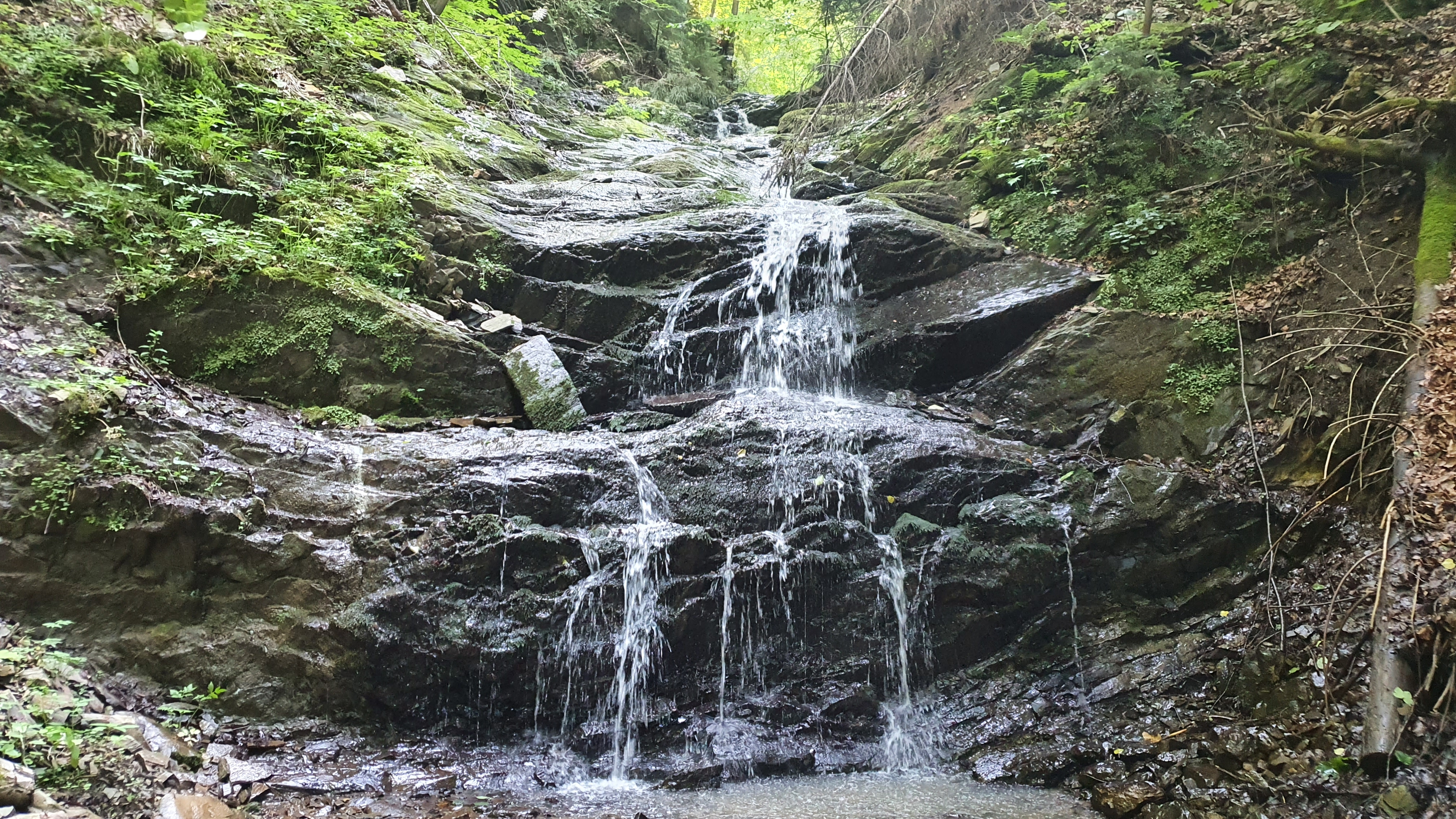
Великорожинський Гук
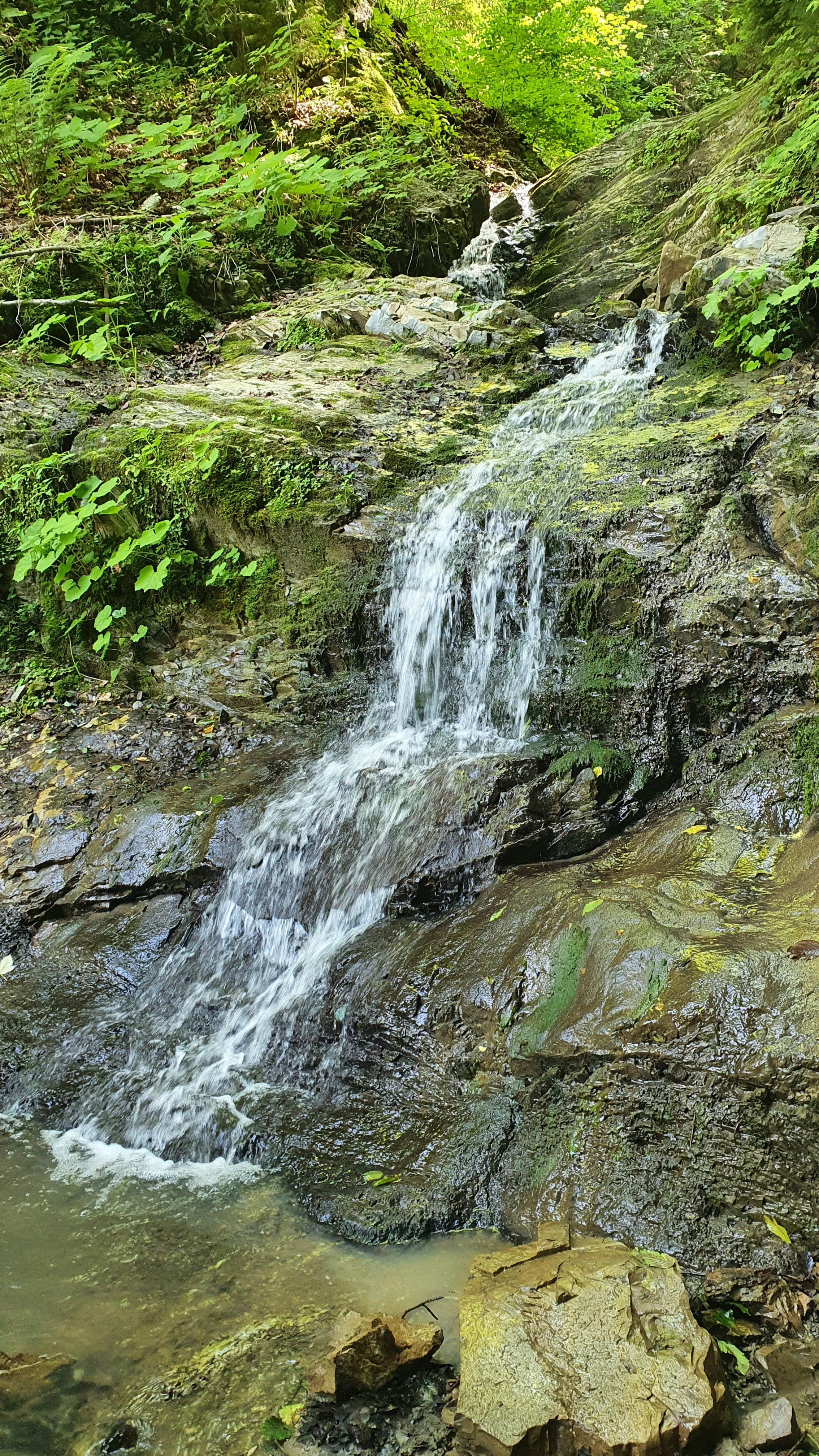
Манівлоги
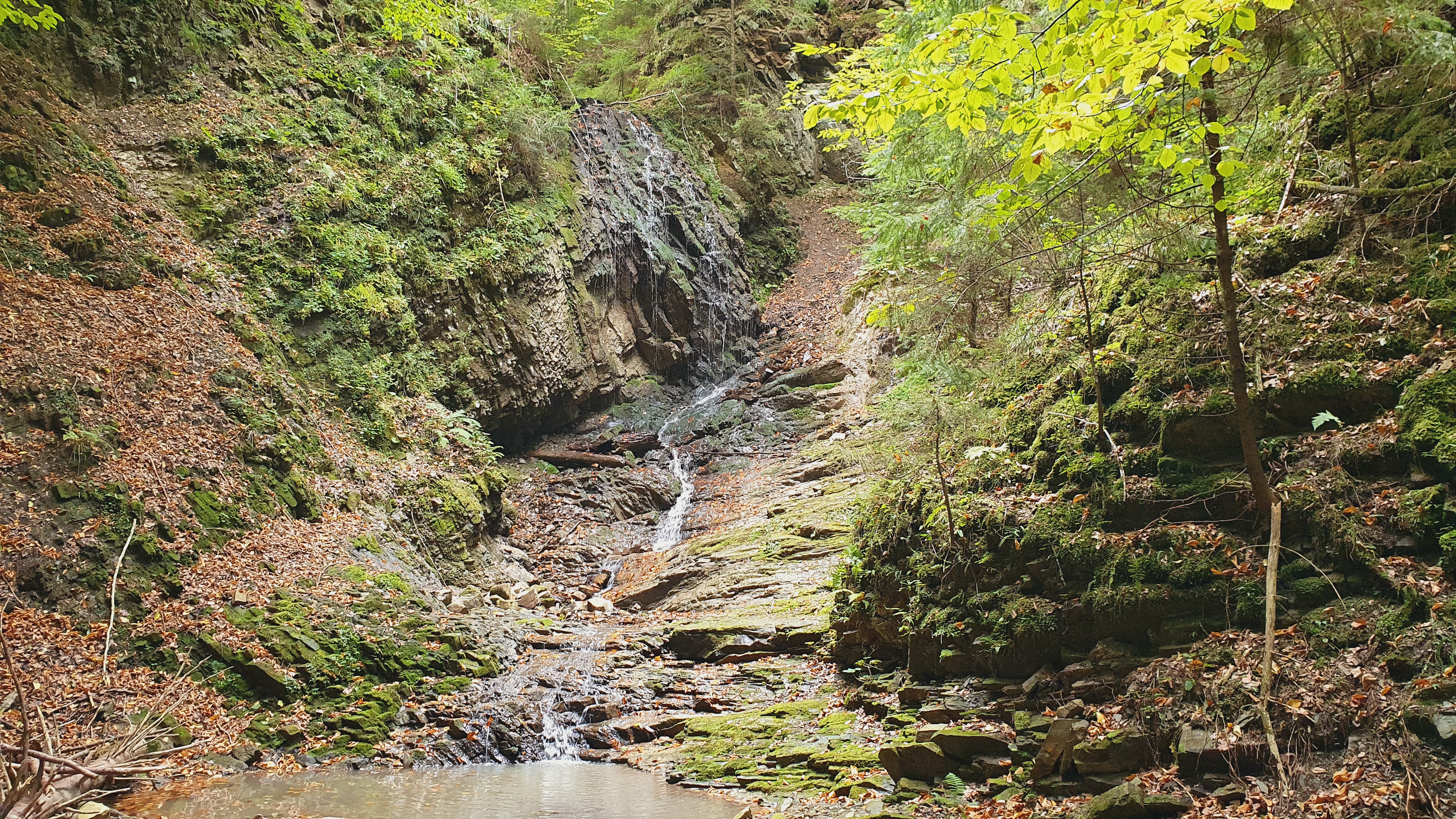
Довбуш (Заборонене кохання)
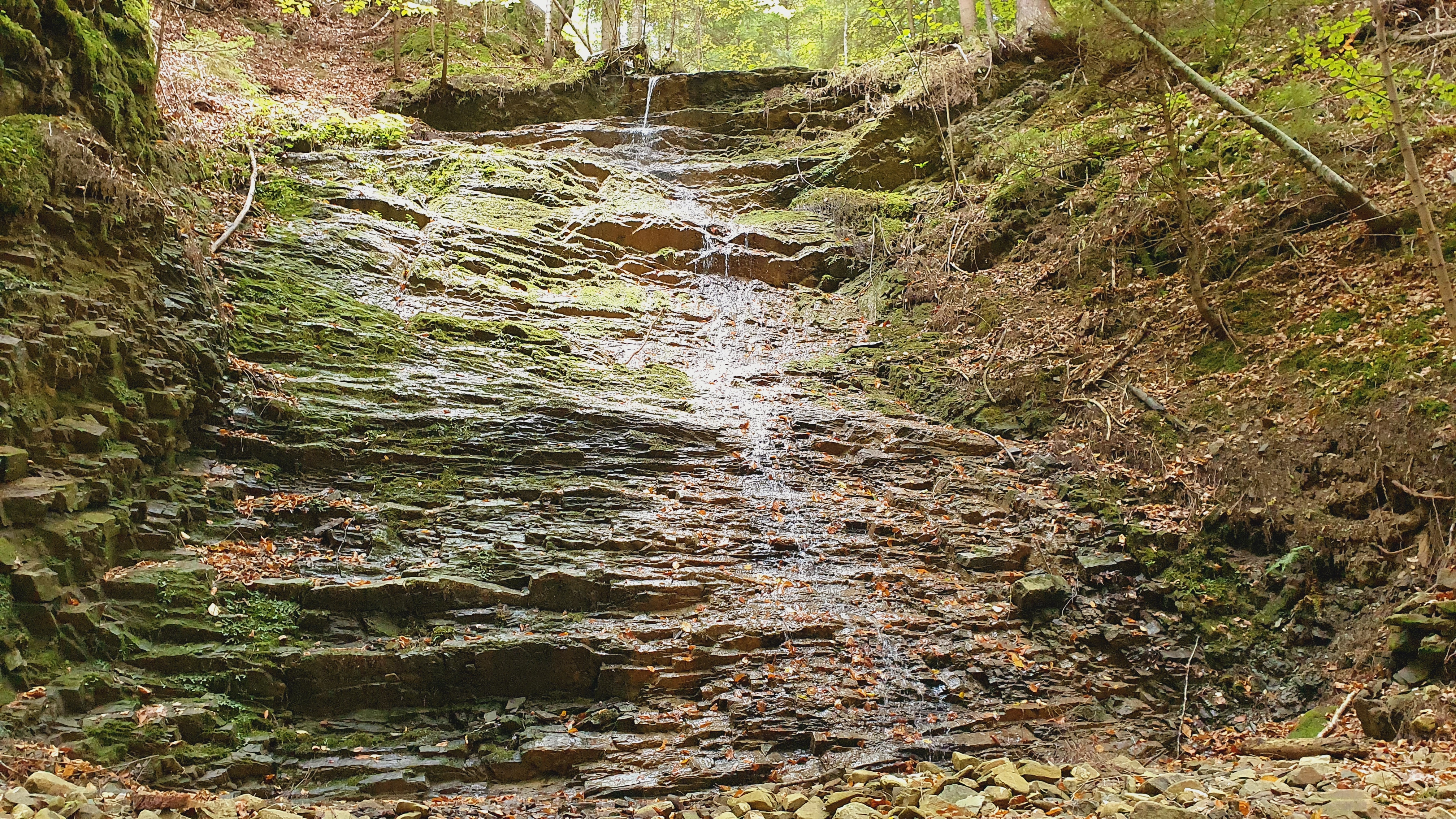
Дзвінка (Заборонене кохання)
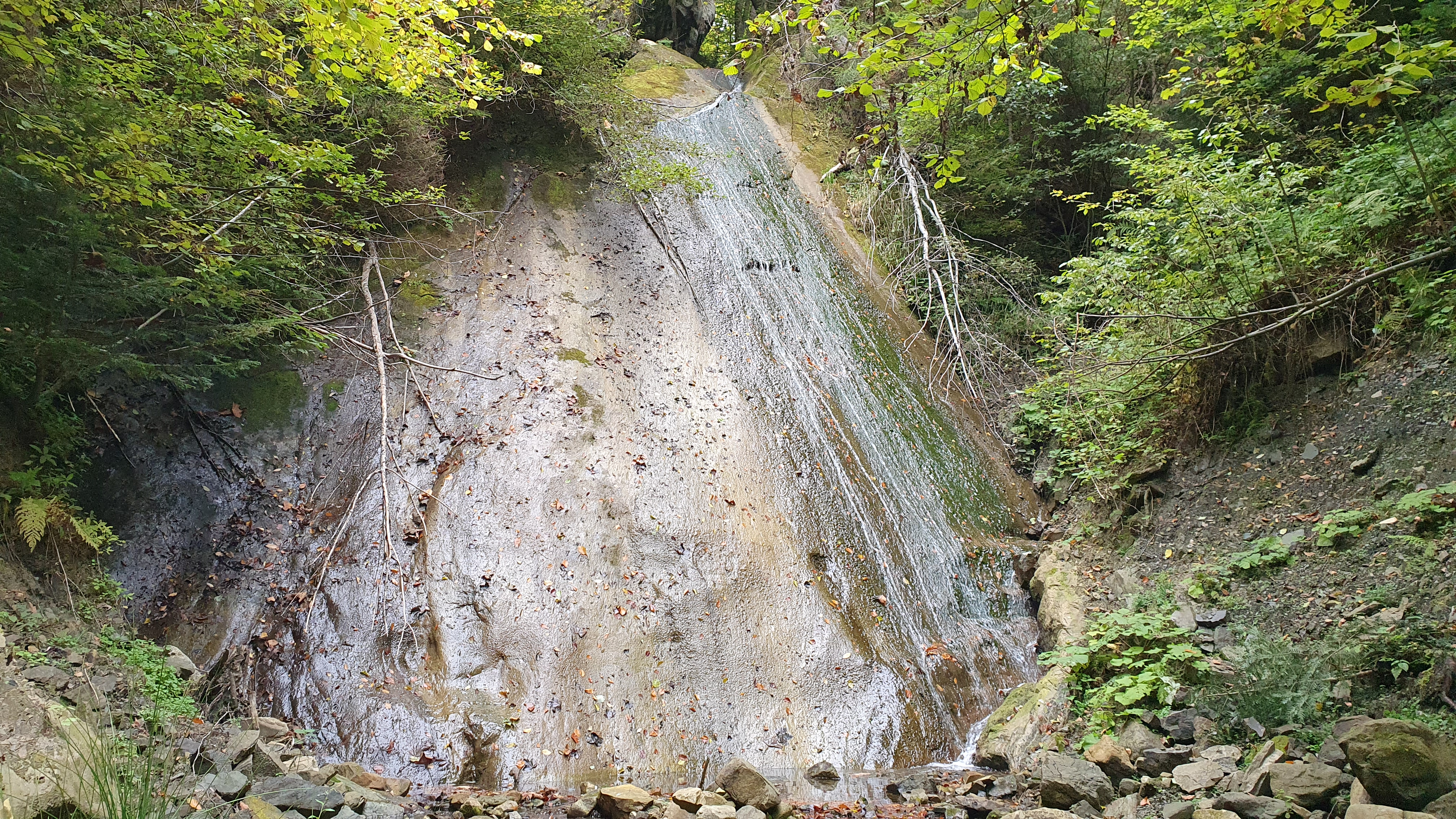
Іваниха
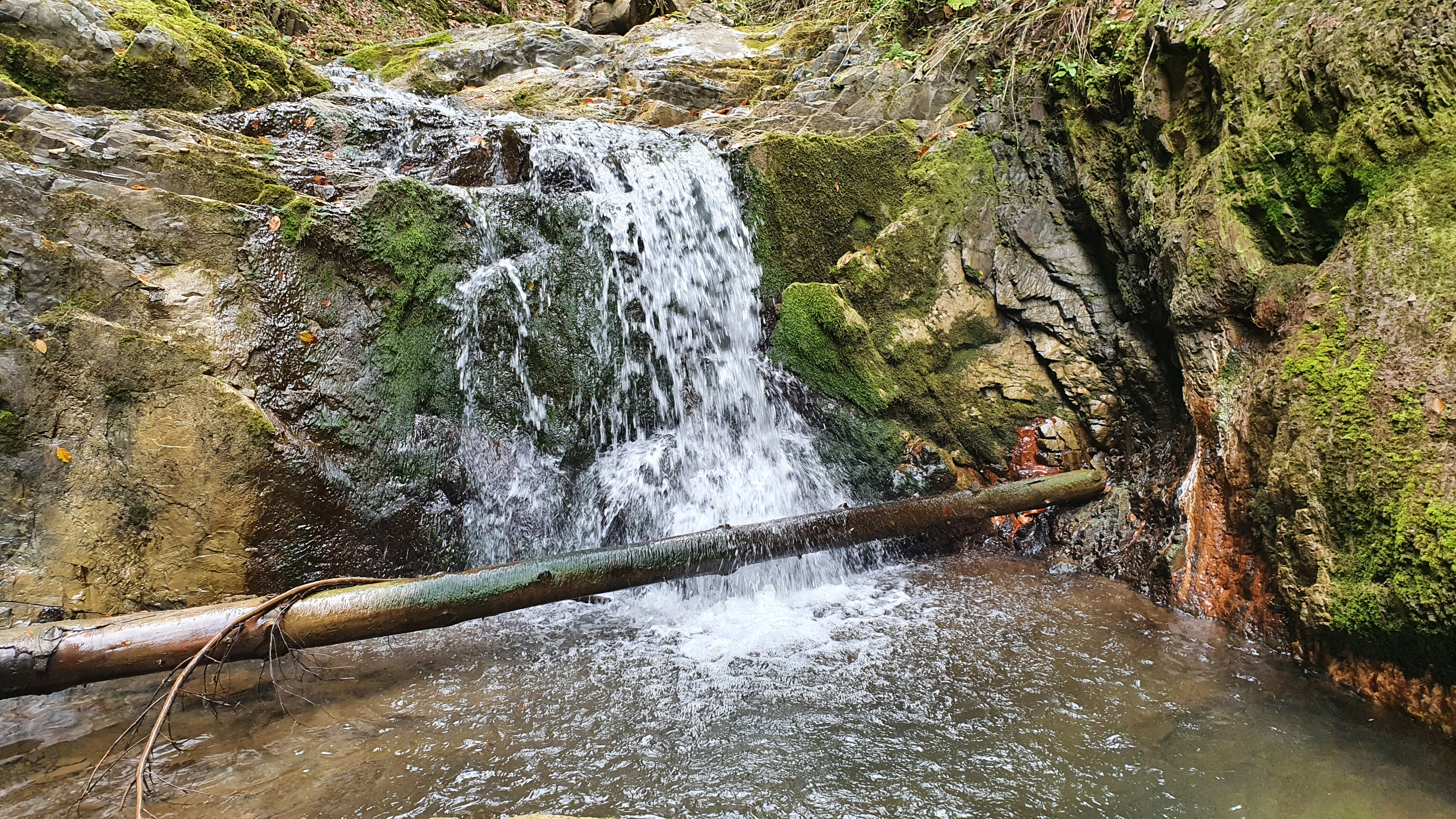
Кубеївський Гук
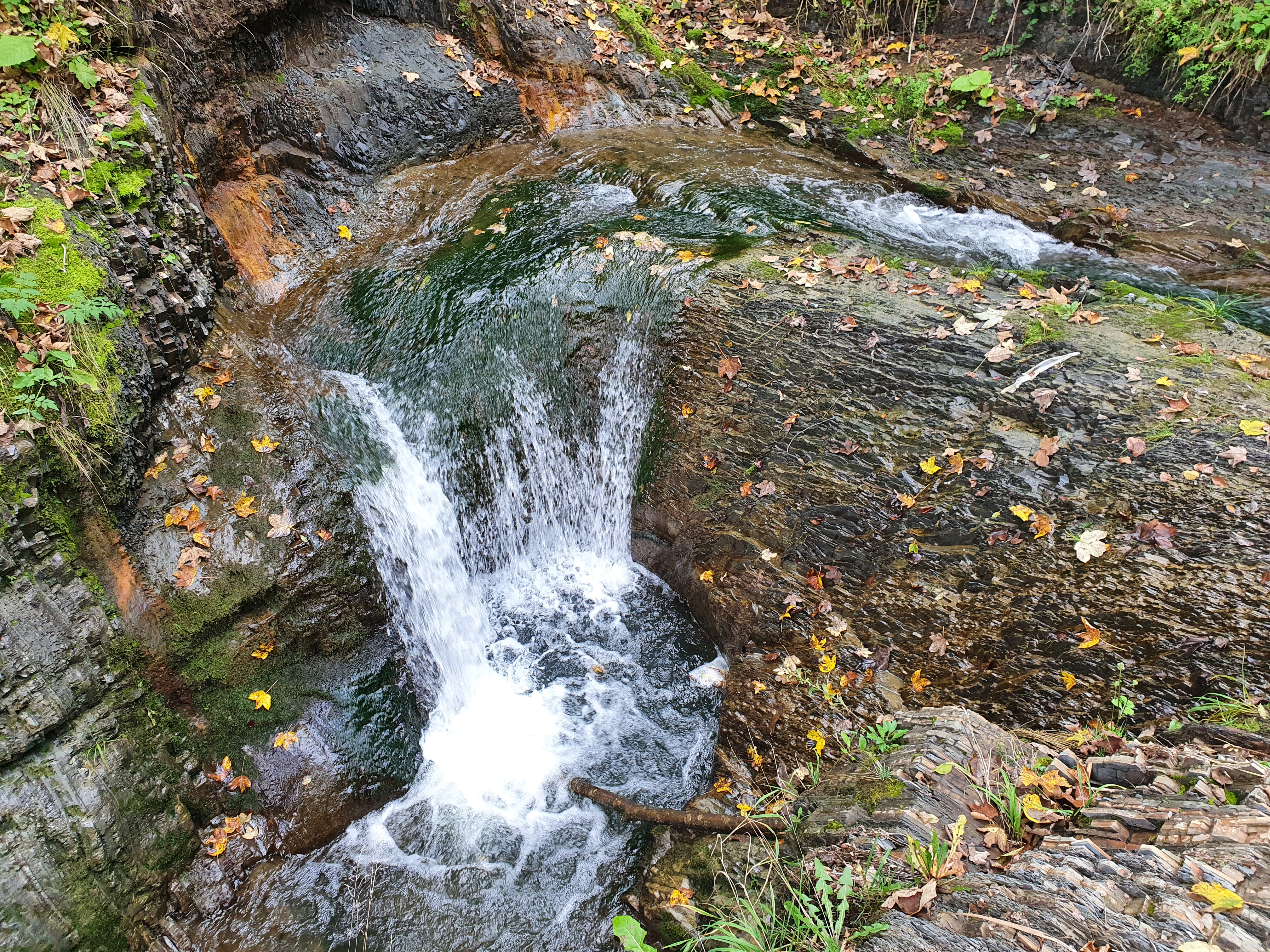
Бабинець Нижній
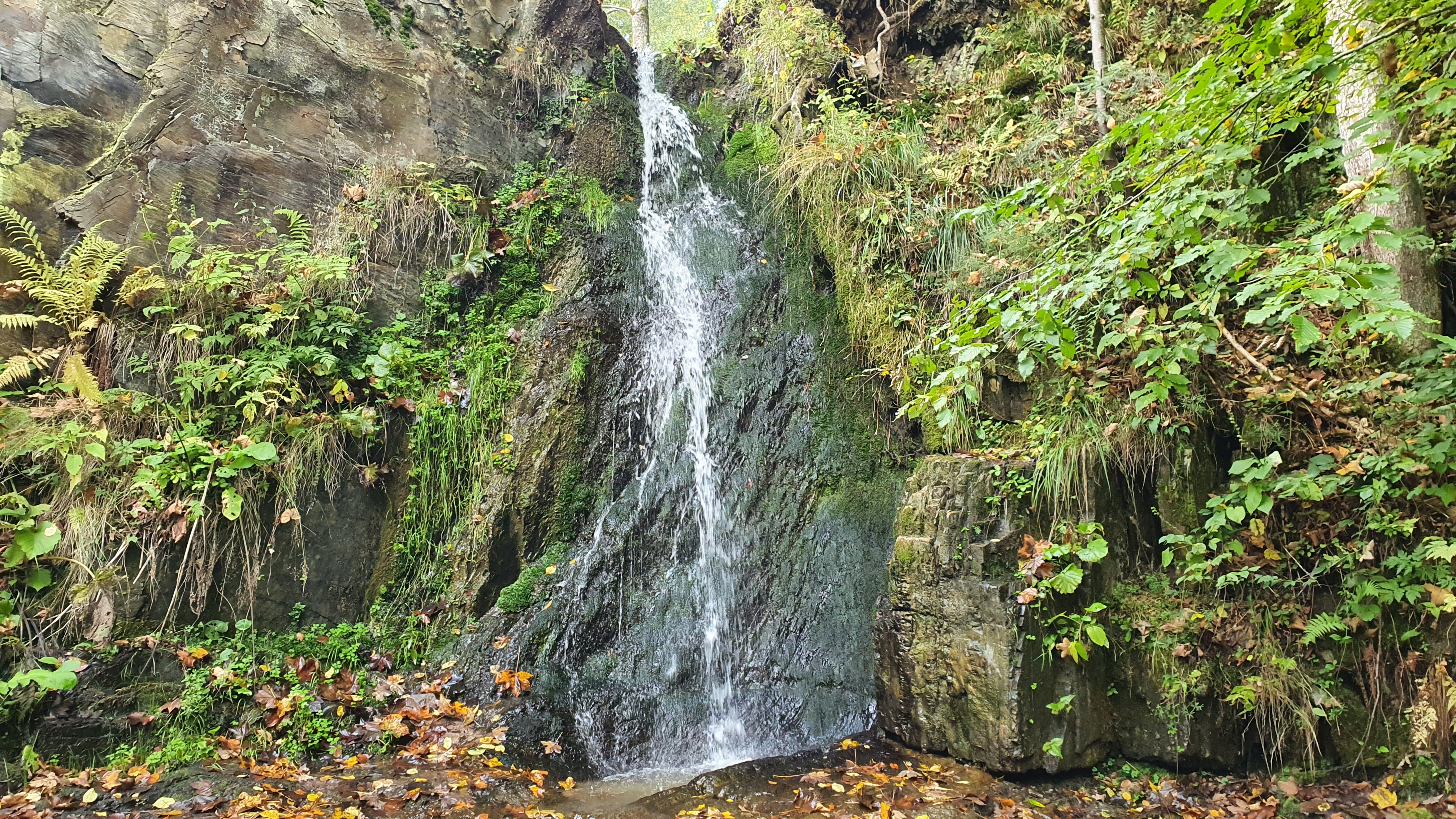
Бабинець
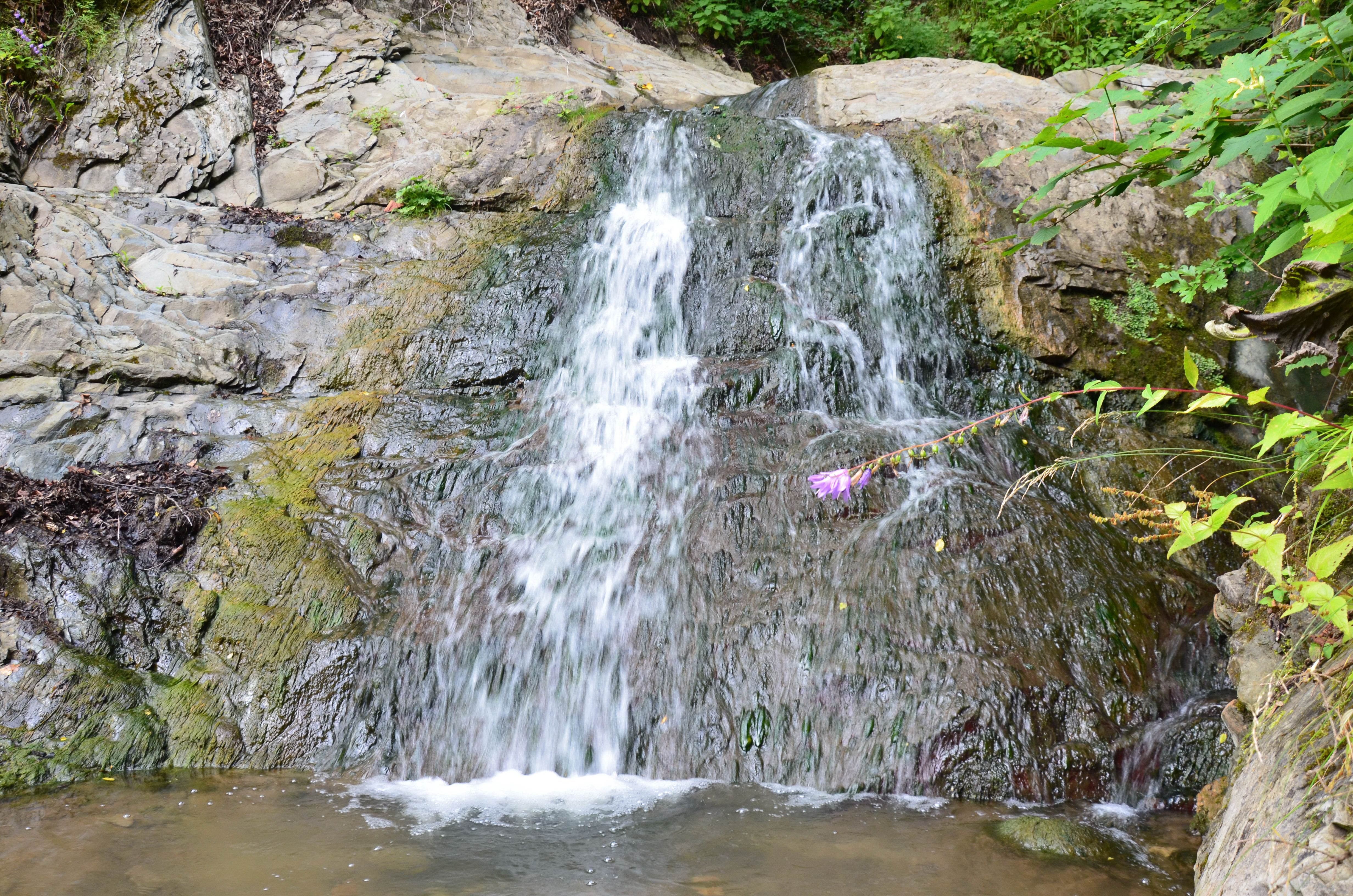
Прохолода Карпат. Яворівська Ніагара
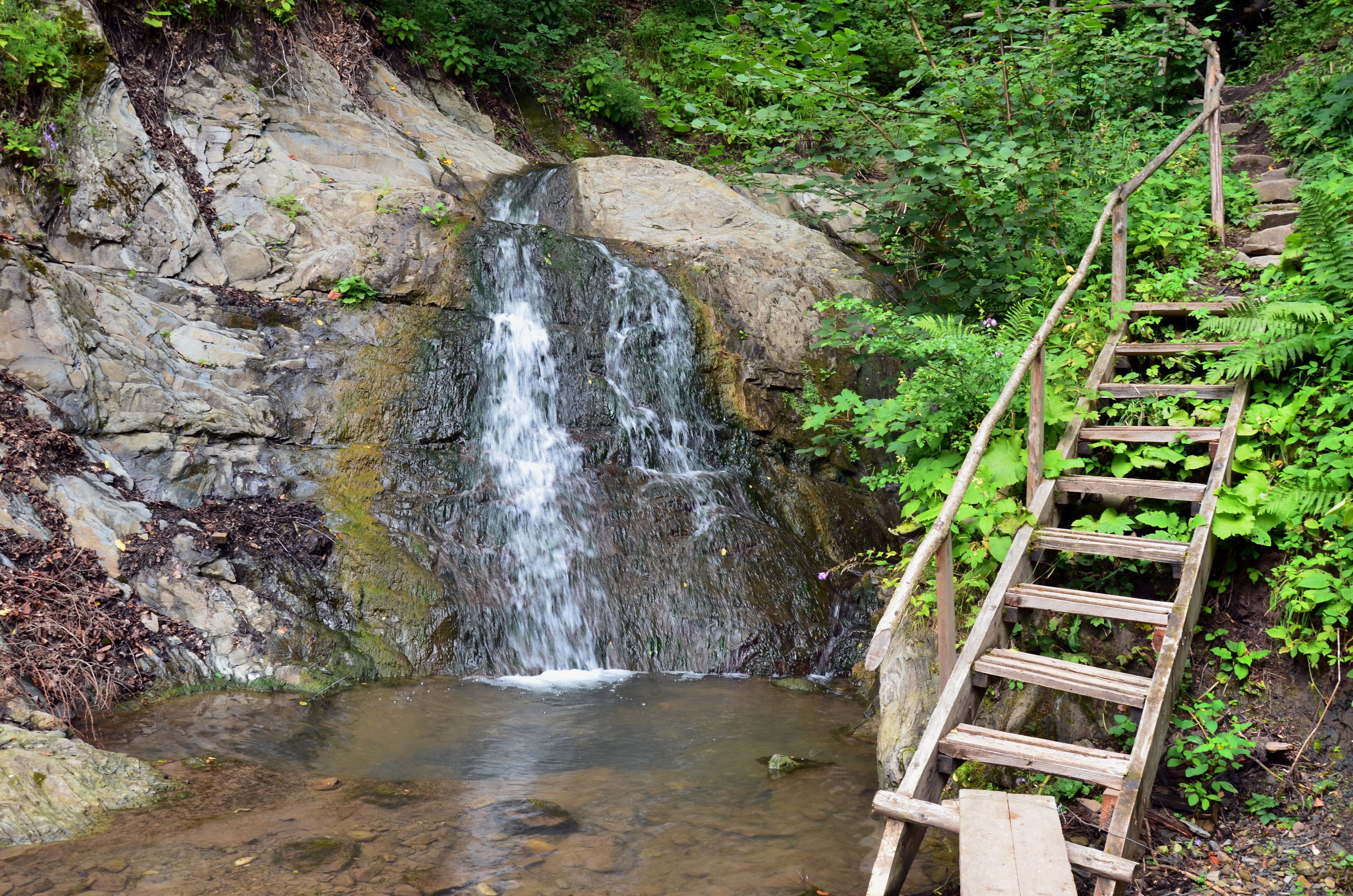
Сокільські водоспади. Яворівська Ніагара (2011 рік)